# Liste der Biografien/Nic
Liste der Biografien |
Portal Biografien |
Personensuche
# |
A |
B |
C |
D |
E |
F |
G |
H |
I |
J |
K |
L |
M |
N |
O |
P |
Q |
R |
S |
T |
U |
V |
W |
X |
Y |
Z |
?
 
Na |
Nb |
Nc |
Nd |
Ne |
Nf |
Ng |
Nh |
Ni |
Nj |
Nk |
Nl |
Nm |
Nn |
No |
Nr |
Ns |
Nt |
Nu |
Nv |
Nw |
Nx |
Ny |
Nz
 
Nia |
Nib |
Nic |
Nid |
Nie |
Nif |
Nig |
Nih |
Nii |
Nij |
Nik |
Nil |
Nim |
Nin |
Nio |
Nip |
Niq |
Nir |
Nis |
Nit |
Niu |
Niv |
Niw |
Nix |
Niy |
Niz
Die Liste der Biografien führt alle Personen auf, die in der deutschsprachigen Wikipedia einen Artikel haben. Dieses ist eine Teilliste mit 941 Einträgen von Personen, deren Namen mit den Buchstaben „Nic“ beginnt.

## Nic
- Nic (* 1981), deutscher Schlagersänger
- Nič, Antonín (* 1905), tschechoslowakischer Ringer

### Nica
- Nica, Constantin (* 1993), rumänischer Fußballspieler
- Nica, Dan (* 1960), rumänischer Ingenieur und Politiker (PSD), MdEP
- Nicácio, Pedro (* 1981), brasilianischer Radrennfahrer
- Nicaise, Benjamin (* 1980), französischer Fußballspieler
- Nicaise, Johannes (* 1981), belgischer Mathematiker
- Nicander, Karl August (1799–1839), schwedischer Schriftsteller und Lyriker
- Nicanor, römischer Offizier
- Nicanor, Hilma (* 1956), namibische Politikerin
- Nicarao, Indianerhäuptling in Mittelamerika
- Nicarete († 440), Heilige
- Nicas, Costantino (* 1935), griechischer Neogräzist
- Nicasio, Lawrence Sydney (1956–2024), belizischer Geistlicher, römisch-katholischer Bischof von Belize City-Belmopan
- Nicasius von Reims, Bischof von Reims
- Nicaso, Antonio (* 1964), italienischer Schriftsteller, Universitätsdozent, Sprecher, Berater für Regierungs- und Strafverfolgungsbehörden
- Nicastro, Giovanni (1953–2018), italienischer Fußballspieler
- Nicastro, Michelle (1960–2010), US-amerikanische Schauspielerin
- Nicati, Claude (* 1957), Schweizer Politiker (FDP)
- Nicaud, Philippe (1926–2009), französischer Schauspieler und Sänger

### Nicc
- Niccacci, Rufino (1911–1976), italienischer Priester der römisch-katholischen Kirche, Gerechter unter den Völkern
- Nicchiarelli, Susanna (* 1975), italienische Filmemacherin
- Nicco, US-amerikanischer Sänger
- Niccol, Andrew (* 1964), neuseeländischer RegisseurAndrew Niccol (* 1964)

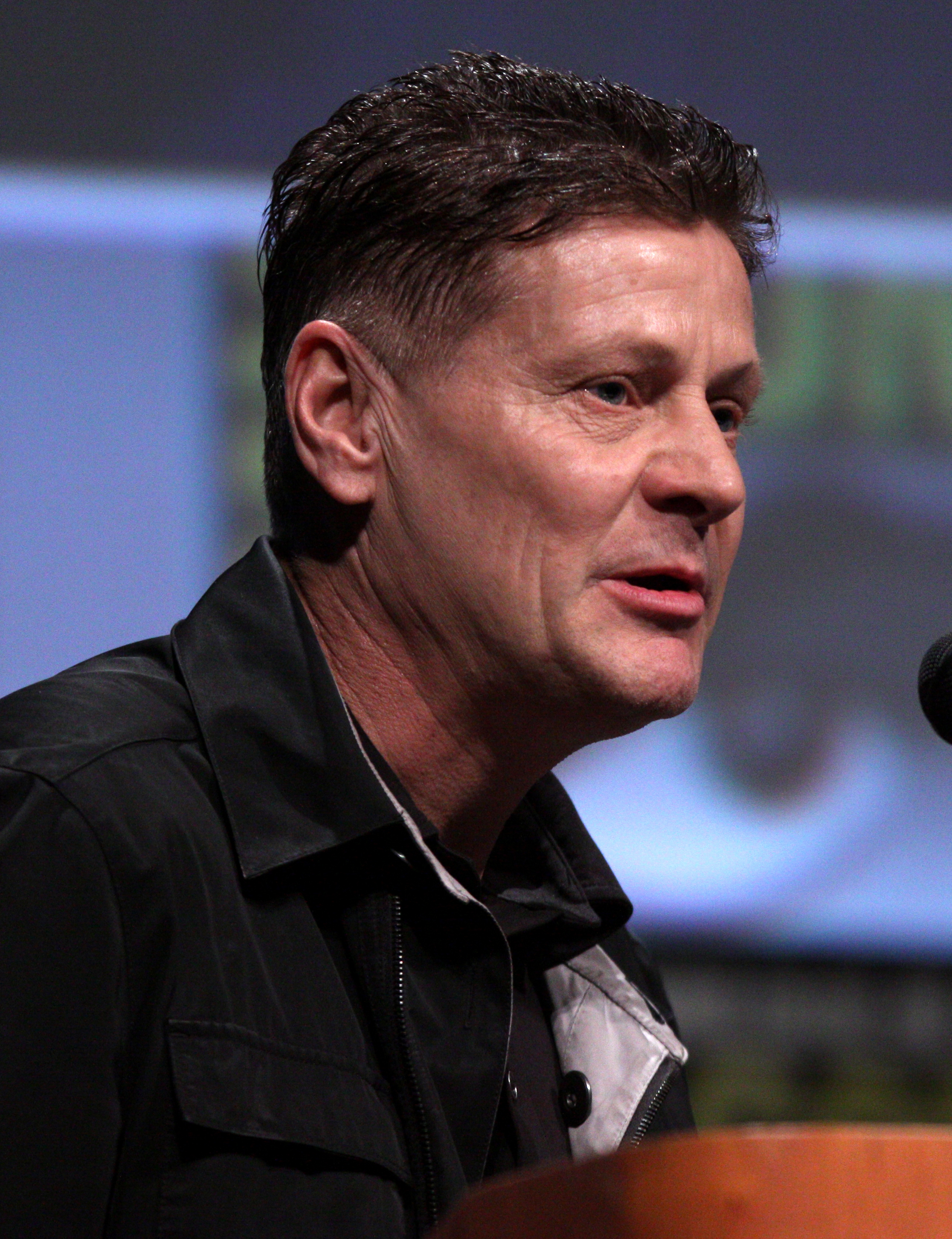
Andrew Niccol (* 1964)

- Niccolai, Comunardo (1946–2024), italienischer Fußballspieler
- Niccolai, Juan (1898–1976), italienischer Ordensgeistlicher, römisch-katholischer Bischof von Tarija
- Niccolai, Leone (1782–1857), italienischer Geistlicher
- Niccoli, Niccolò (1365–1437), italienischer Humanist
- Niccolini, Dianora (* 1936), US-amerikanische Fotografin
- Niccolini, Francesco (1639–1692), italienischer katholischer Erzbischof und Nuntius
- Niccolini, Pietro (1572–1651), Erzbischof von Florenz
- Niccolò da Tolentino († 1435), Condottiere
- Niccolò dell’Arca († 1494), italienischer Bildhauer
- Niccolò di Tommaso, italienischer Maler
- Niccolo I. Gattilusio († 1409), Herr von Ainos
- Niccolò III. d’Este († 1441), Markgraf von Ferrara, Modena und Reggio
- Niccolò Leoniceno (1428–1524), italienischer Arzt, Grammatiker und Humanist
- Niccum, Christian (* 1978), US-amerikanischer Rennrodler

### Nicd
- Nicdao, Charlotte (* 1991), australische Schauspielerin

### Nice
- Nice, Harry (1877–1941), US-amerikanischer Politiker, Gouverneur von Maryland
- Nice, Margaret Morse (1883–1974), US-amerikanische Ornithologin und Hochschullehrerin
- Nice, Natasha (* 1988), französisch-amerikanische PornodarstellerinNatasha Nice (* 1988)

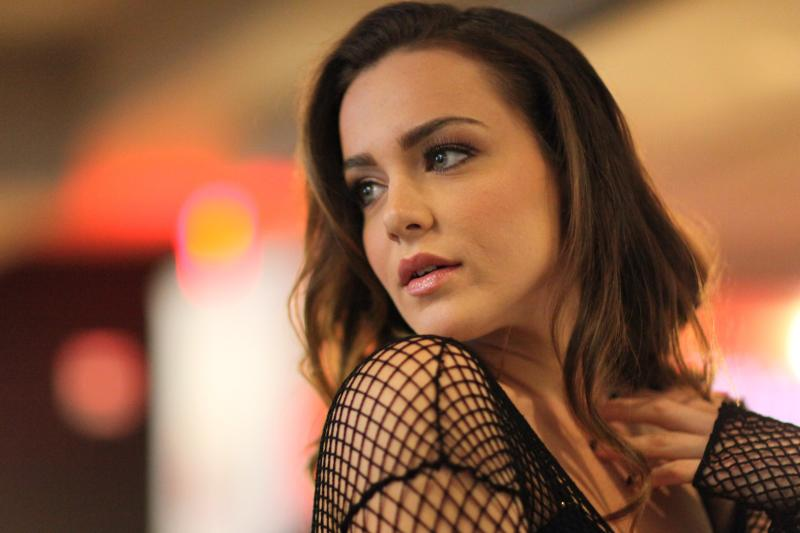
Natasha Nice (* 1988)

- Nice, Peter, britischer Bassist und Sänger
- Nicéforo María, Hermano (1888–1980), französisch-kolumbianischer Naturforscher und Geistlicher
- Niceforo, Alfredo (1876–1960), italienischer Soziologe und Kriminologe
- Nicely, Catharine J. (* 1969), US-amerikanische Verlegerin
- Nicely, Thomas Ray (1943–2019), US-amerikanischer Mathematiker
- Nicephorus, Hermann († 1625), barocker Philosoph
- Nicéron, Jean-François (1613–1646), französischer Mathematiker und Physiker
- Nicéron, Jean-Pierre (1685–1738), französischer Lexikograf und Übersetzer
- Nicetas von Aquileia, Bischof von Aquileia (455–485)
- Nicetas von Remesiana, altkirchlicher Bischof und Schriftsteller
- Nicetius, Bischof von Trier
- Nicéville, Lionel de (1852–1901), englischer Schmetterlingskundler, Kurator am indischen Museum in Kalkutta

### Nich

#### Nicha
- Nicha Lertpitaksinchai (* 1991), thailändische Tennisspielerin
- Nichaphat Chatchaipholrat (* 1995), thailändische Schauspielerin und Sängerin
- Nichau, Hans-Ulrich (1925–1971), deutscher Schriftsteller, Übersetzer

#### Niche
- Niche, Debora (* 1991), deutsche Kanutin
- Nichele, Reynaldo (1918–1998), argentinischer Tangogeiger
- Nichelmann, Christoph (1717–1762), deutscher Komponist
- Nichelmann, Johannes (* 1989), deutscher Journalist, Autor und Moderator
- Nichelmann, Walter (1911–1992), deutscher Schriftsteller
- Nichetti, Maurizio (* 1948), italienischer Schauspieler, Filmregisseur und Drehbuchautor

#### Nichi
- Nichifor, Șerban (* 1954), rumänischer Komponist und Cellist
- Nichiforov, Maria (1951–2022), rumänische Kanutin
- Nichiji (* 1250), japanischer Mönch
- Nichijō (1216–1299), Gründer der Nakayamamon-Richtung des Nichiren-Buddhismus
- Nichilo-Rosso, Sarah (* 1976), französische Judoka
- Nichino, Issei, japanischer Badmintonspieler
- Nichiren (1222–1282), japanischer buddhistischer ReformerNichiren (1222–1282)

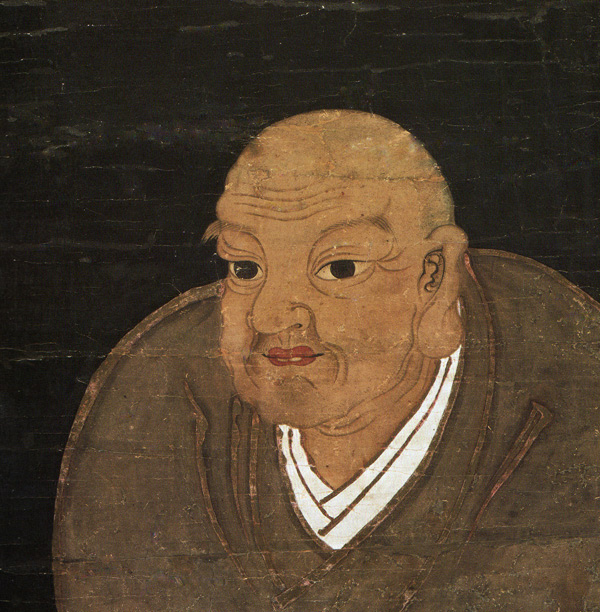
Nichiren (1222–1282)

- Nichirō (1245–1320), japanischer Mönch
- Nichișenco, Marina (* 1986), moldauische Hammerwerferin
- Nichita, Anastasia (* 1999), moldauische Freistilringerin
- Nichiteanu, Marius (1958–2014), rumänischer Bratschist

#### Nicho
- Nicho El Millionaro (* 1971), mexikanischer Wrestler

##### Nichol
- Nichol, Bailey (* 1995), US-amerikanische Volleyballspielerin
- Nichol, Elizabeth Pease (1807–1897), Abolitionistin, Frauenwahlrechtsaktivistin und Pazifistin
- Nichol, Helen (* 1981), kanadische Badmintonspielerin
- Nichol, James W. (* 1940), kanadischer Dramatiker und Autor
- Nichol, John (1833–1894), schottischer Literaturwissenschaftler und Autor
- Nichol, John Pringle (1804–1859), schottischer Astronom
- Nichol, Lori, kanadische Eiskunstlauftrainerin und Eiskunstlaufchoreografin
- Nichol, Robert (1890–1925), schottischer Politiker
- Nichol, Scott (* 1974), kanadischer Eishockeyspieler und -funktionär
- Nichol, Valerie (* 1993), US-amerikanische Volleyballspielerin
- Nichol, Walter Cameron (1866–1928), kanadischer Verleger und Journalist, Vizegouverneur von British Columbia
- Nichol, William (1901–1955), britischer Sprinter
- Nichol, William E. (1918–2006), US-amerikanischer Politiker

###### Nichola
- Nicholas († 1217), schottischer Geistlicher
- Nicholas, schottischer Ordensgeistlicher
- Nicholas ap Gwrgan († 1183), walisischer Geistlicher, Bischof von Llandaff
- Nicholas de Moels, englischer Ritter, Militär, Beamter und Diplomat
- Nicholas de Stuteville, englischer Baron und Rebell
- Nicholas Longespée († 1297), englischer Bischof
- Nicholas of Ely († 1280), englischer Geistlicher und Politiker
- Nicholas of Lynne, englischer Karmeliter und Astronom
- Nicholas of Meaux, schottischer Ordensgeistlicher
- Nicholas of Roxburgh († 1171), schottischer Geistlicher und Minister
- Nicholas Trivet († 1328), anglo-normannischer Chronist und Dominikaner
- Nicholas, Adrian (1962–2005), britischer Fallschirmspringer
- Nicholas, Albert (1900–1973), US-amerikanischer Jazz-Klarinettist
- Nicholas, Anthony E., Filmproduzent
- Nicholas, Big Nick (1922–1997), amerikanischer Jazzmusiker
- Nicholas, Charlie (* 1961), schottischer Fußballspieler
- Nicholas, David Mansfield (1939–2020), US-amerikanischer Historiker
- Nicholas, Denise (* 1944), US-amerikanische Schauspielerin
- Nicholas, Drew (* 1981), US-amerikanischer Basketballspieler
- Nicholas, Fayard (1914–2006), US-amerikanischer Tänzer, Sänger und Schauspieler
- Nicholas, George († 1799), US-amerikanischer Jurist
- Nicholas, Graydon (* 1946), kanadischer Richter, Vizegouverneur von New Brunswick
- Nicholas, Harold (1921–2000), US-amerikanischer Stepptänzer
- Nicholas, Henry (* 1959), US-amerikanischer Unternehmer
- Nicholas, Jemima (1755–1832), Waliserin, die 1797 laut Überlieferungen den Ort Fishguard von französischen Invasoren befreite
- Nicholas, Jeremy (* 1947), englischer Schauspieler, Autor und Musiker
- Nicholas, Joanne (* 1977), britische Badmintonspielerin
- Nicholas, John (1764–1819), US-amerikanischer Jurist und Politiker
- Nicholas, John (1879–1929), englischer Fußballspieler
- Nicholas, John (1936–1966), australischer Eishockeyspieler
- Nicholas, Lawrence (* 2001), nigerianischer Fußballspieler
- Nicholas, Melford, antiguanischer Politiker
- Nicholas, Peter (1941–2022), US-amerikanischer Unternehmer
- Nicholas, Robert C. (1793–1857), US-amerikanischer Politiker
- Nicholas, Robert Carter Sr. († 1780), US-amerikanischer Politiker
- Nicholas, Roger (* 1958), US-amerikanischer Eishockeyspieler, -trainer und -funktionär
- Nicholas, Samuel (1744–1790), Befehlshaber des amerikanischen Marine Corps
- Nicholas, Thomas Ian (* 1980), US-amerikanischer SchauspielerThomas Ian Nicholas (* 1980)

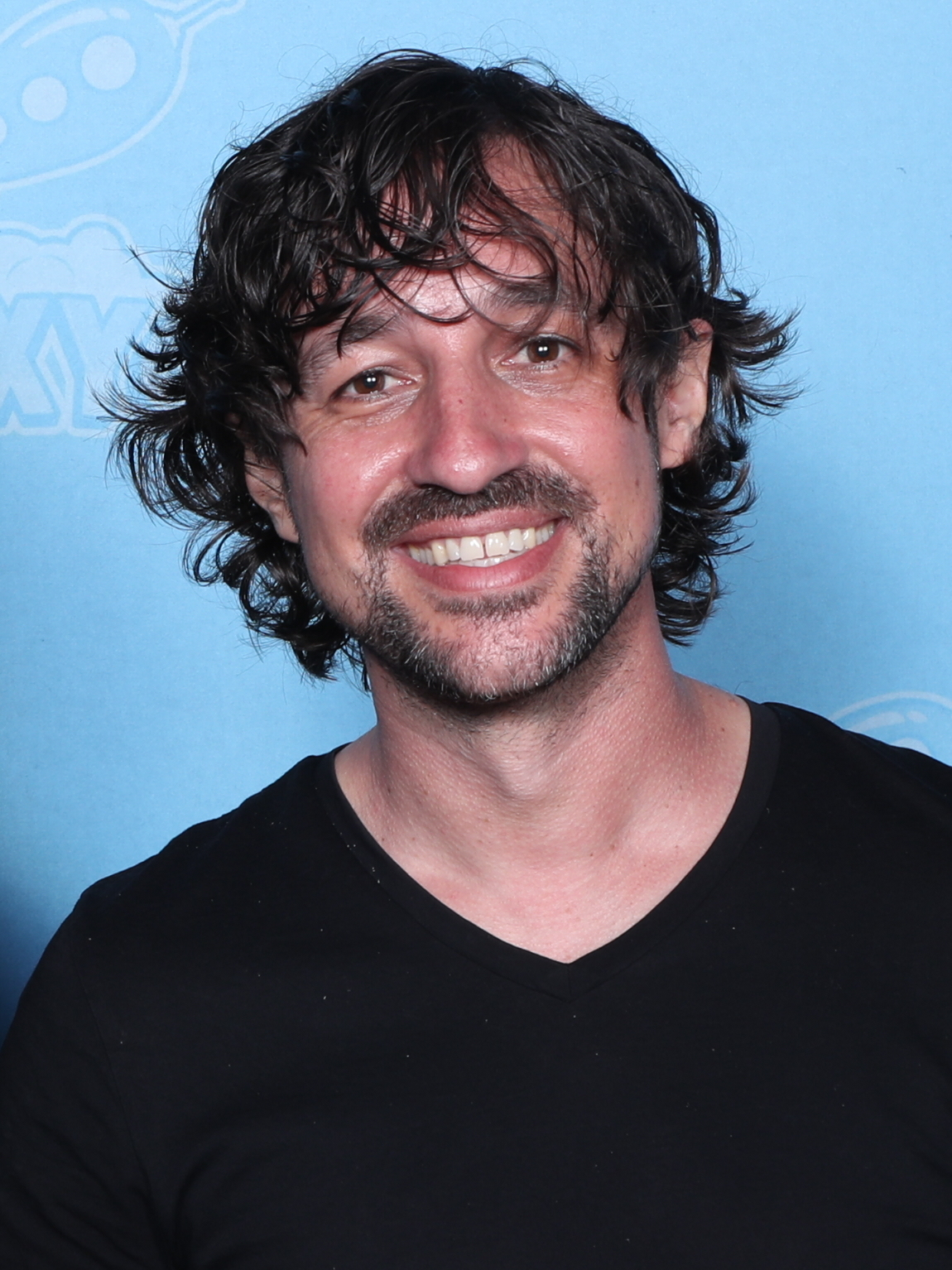
Thomas Ian Nicholas (* 1980)

- Nicholas, Tom (1938–2023), US-amerikanischer Jazzschlagzeuger und Perkussionist
- Nicholas, William H. (1892–1984), US-amerikanischer Politiker
- Nicholas, Wilson Cary (1761–1820), US-amerikanischer Politiker
- Nicholas, Wooden Joe (1883–1957), US-amerikanischer Jazzmusiker (Trompete, Kornett, Klarinette)
- Nicholaus Polonus, polnischer Arzt und Schriftsteller

###### Nicholl
- Nicholl, Charles (* 1950), britischer Journalist, Dokumentarfilmer und Schriftsteller
- Nicholl, Chris (1946–2024), nordirischer Fußballspieler und -trainer
- Nicholl, Horace Wadham (1848–1923), britischer Organist und Komponist
- Nicholl, Jimmy (* 1956), nordirischer Fußballspieler und -trainer
- Nicholl, Mary De la Beche (1839–1922), walisische Naturforscherin und Lepidopterologin
- Nicholl, Tony (1916–1999), maltesischer Fußballspieler
- Nicholl, Whitlock (1786–1838), englischer Arzt
- Nicholls, Agnes (1876–1959), britische Sängerin
- Nicholls, Anthony J. (1934–2020), britischer Historiker
- Nicholls, Bernie (* 1961), kanadischer Eishockeyspieler
- Nicholls, Bob (* 1975), britischer Paläokünstler und Unternehmer
- Nicholls, Christie, US-amerikanische Schauspielerin, Autorin und Stand-up-Comedian
- Nicholls, Craig (* 1977), australischer Sänger, Songwriter und Gitarrist der Rockband The Vines
- Nicholls, Dan, britischer Jazzmusiker (Keyboards, Elektronik, Komposition)
- Nicholls, Daniel (* 1990), neuseeländischer Eishockeyspieler
- Nicholls, David (* 1966), englischer SchriftstellerDavid Nicholls (* 1966)

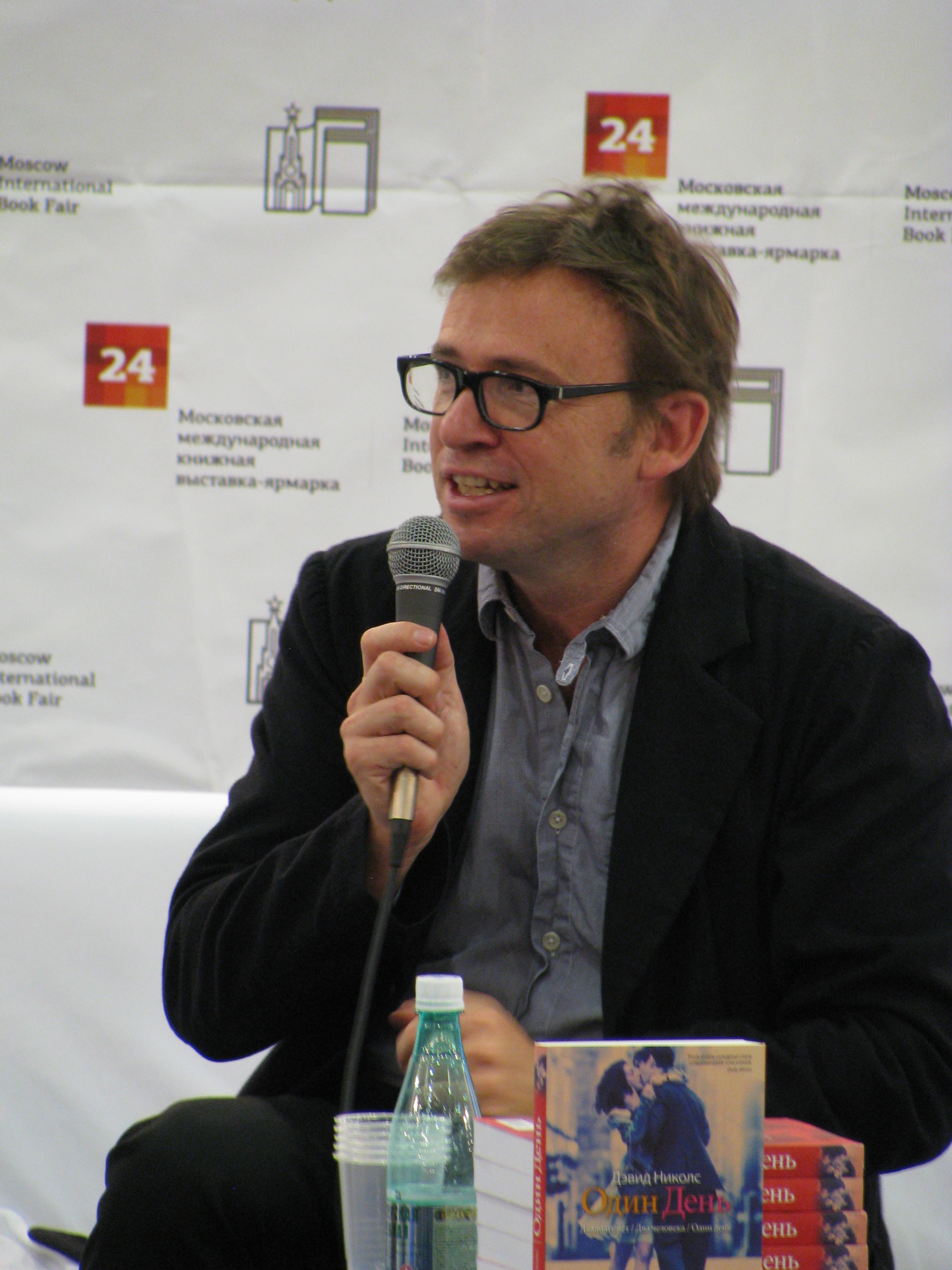
David Nicholls (* 1966)

- Nicholls, Donald, Baron Nicholls of Birkenhead (1933–2019), britischer Politiker und Jurist
- Nicholls, Douglas (1906–1988), australischer Sportler, Gouverneur von South Australia und Pastor
- Nicholls, Eimear (* 1982), englische Triathletin
- Nicholls, Elizabeth (1946–2004), amerikanisch-kanadische Paläontologin
- Nicholls, Francis T. (1834–1912), US-amerikanischer Politiker
- Nicholls, Gwyn (1874–1939), walisischer Rugbyspieler
- Nicholls, Harmar, Baron Harmar-Nicholls (1912–2000), britischer Politiker (Conservative Party), Mitglied des House of Commons, MdEP
- Nicholls, Henry (* 1991), neuseeländischer Cricketspieler
- Nicholls, Jack (* 1943), britischer anglikanischer Bischof von Sheffield
- Nicholls, Jamie (* 1993), britischer Snowboarder
- Nicholls, John (1926–2007), britischer Offizier der Luftstreitkräfte des Vereinigten Königreichs
- Nicholls, John C. (1834–1893), US-amerikanischer Politiker
- Nicholls, John Graham (1929–2023), britisch-schweizerischer Arzt und Physiologe
- Nicholls, Josh (* 1992), kanadischer Eishockeyspieler
- Nicholls, Linda (* 1954), kanadische Geistliche, Primas der Anglican Church of Canada
- Nicholls, Matthias († 1687), Bürgermeister von New York City
- Nicholls, Olivia (* 1994), britische Tennisspielerin
- Nicholls, Paul (* 1979), britischer Schauspieler
- Nicholls, Peter (1939–2018), australischer Autor, Historiker und Lexikograf im Bereich der Science-Fiction-Literatur
- Nicholls, Phoebe (* 1957), britische Schauspielerin
- Nicholls, Rachel (* 1975), englische Sopranistin
- Nicholls, Rhoda Holmes (1854–1930), englisch-amerikanische Malerin und Kunstlehrerin
- Nicholls, Ritchie (* 1987), britischer Triathlet und Europameister auf der halben Ironman-Distanz
- Nicholls, Robert (1889–1970), australischer Politiker, Sprecher des South Australian House of Assembly
- Nicholls, Sally (* 1983), britische Kinder- und Jugendbuchautorin
- Nicholls, Samuel J. (1885–1937), US-amerikanischer Politiker
- Nicholls, Sheila (* 1970), britische Sängerin, Komponistin und Produzentin
- Nicholls, Stan (* 1949), englischer Fantasy-Schriftsteller
- Nicholls, Thomas († 1896), englischer Bildhauer
- Nicholls, Thomas (1931–2021), englischer Boxer
- Nicholls, Thomas David (1870–1931), US-amerikanischer Politiker
- Nicholls, Vernon (1917–1996), britischer Theologe; Bischof von Sodor und Man

###### Nichols
- Nichols, Aidan (* 1948), englischer katholischer Theologe
- Nichols, Alfred (1890–1952), britischer Langstreckenläufer
- Nichols, Asaph (1797–1860), US-amerikanischer Anwalt und Politiker
- Nichols, Asher P. (1815–1880), US-amerikanischer Jurist und Politiker
- Nichols, Austin (* 1980), US-amerikanischer SchauspielerAustin Nichols (* 1980)

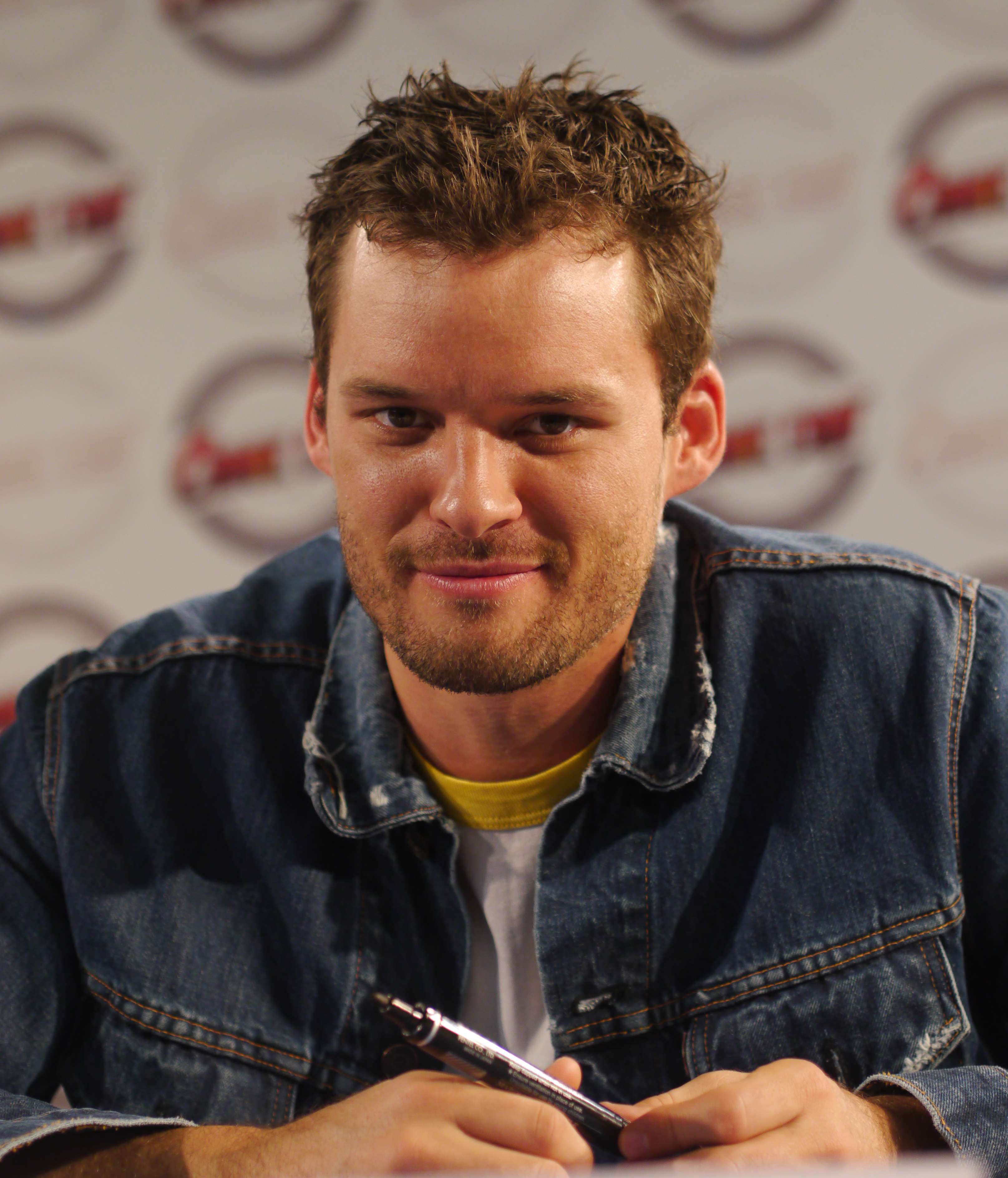
Austin Nichols (* 1980)

- Nichols, Barbara (1928–1976), US-amerikanische Schauspielerin
- Nichols, Beverley (1898–1983), britischer Schriftsteller
- Nichols, Bilal (* 1996), US-amerikanischer American-Football-Spieler
- Nichols, Bill (1918–1988), US-amerikanischer Politiker
- Nichols, Bill (* 1942), US-amerikanischer Filmkritiker und Filmtheoretiker
- Nichols, Bob (* 1948), US-amerikanischer Curler
- Nichols, Brian Gene (* 1971), US-amerikanischer Gewaltverbrecher
- Nichols, Catherine (* 1974), australische Autorin, Übersetzerin und Kuratorin
- Nichols, Charles Archibald (1876–1920), US-amerikanischer Politiker
- Nichols, Christin (* 1986), deutsch-britische Schauspielerin und Musikerin
- Nichols, Clarina I. H. (1810–1885), US-amerikanische Journalistin und Frauenrechtlerin
- Nichols, Dale (1904–1995), amerikanischer Maler, Grafiker, Illustrator und Schriftsteller
- Nichols, Dandy (1907–1986), britische Schauspielerin
- Nichols, David Hopkinson (1829–1900), US-amerikanischer Politiker
- Nichols, Deatrick (* 1994), US-amerikanischer American-Football-Cornerback
- Nichols, Demetris (* 1984), US-amerikanischer Basketballspieler
- Nichols, Dick (1926–2019), US-amerikanischer Politiker
- Nichols, Don (1924–2017), US-amerikanischer Geschäftsmann und Rennstallbesitzer
- Nichols, Dudley (1895–1960), US-amerikanischer Drehbuchautor
- Nichols, Edward Leamington (1854–1937), US-amerikanischer Physiker
- Nichols, Ernest Fox (1869–1924), US-amerikanischer Physiker und Lehrer
- Nichols, George (1827–1912), US-amerikanischer Arzt und Politiker
- Nichols, George (1907–1986), US-amerikanischer Boxer im Halbschwergewicht
- Nichols, Grace (* 1950), guyanisch-britische Dichterin und Schriftstellerin
- Nichols, Herbie (1919–1963), US-amerikanischer Jazz-Pianist und -komponist
- Nichols, Hugh L. (1865–1942), US-amerikanischer Jurist und Politiker
- Nichols, Jack (1938–2005), US-amerikanischer Autor, Journalist und LGBT-Aktivist
- Nichols, Jeb Loy, US-amerikanischer Singer-Songwriter und Maler
- Nichols, Jeff (* 1978), US-amerikanischer Drehbuchautor und RegisseurJeff Nichols (* 1978)

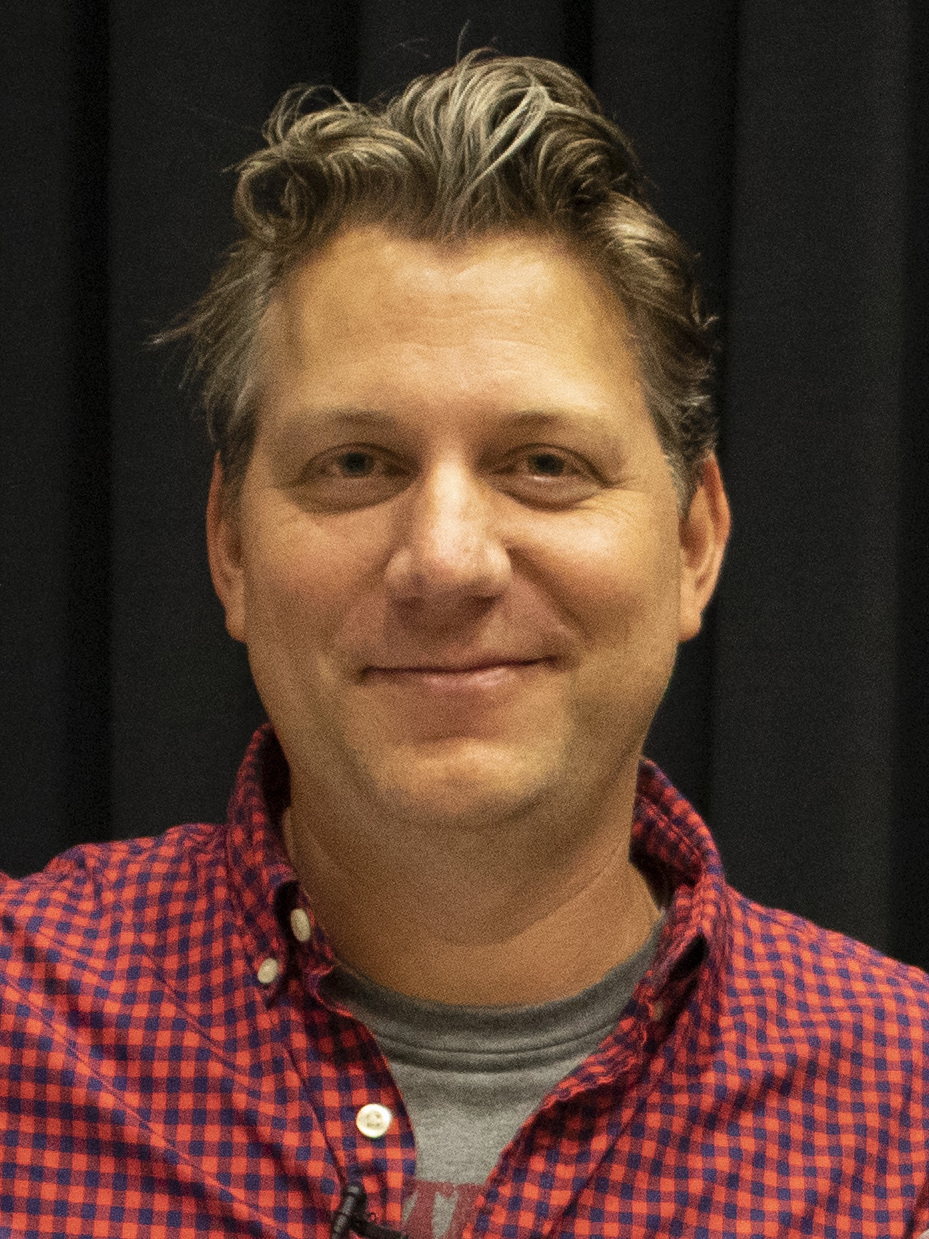
Jeff Nichols (* 1978)

- Nichols, Joe (* 1976), US-amerikanischer Country-Sänger
- Nichols, John (1834–1917), US-amerikanischer Politiker
- Nichols, John Conover (1896–1945), US-amerikanischer Politiker
- Nichols, John G. (1812–1898), US-amerikanischer Politiker
- Nichols, John Treadwell (1883–1958), US-amerikaner Zoologe und Ichthyologe
- Nichols, Jonathan (1681–1727), britischer Politiker
- Nichols, Jonathan junior (1712–1756), britischer Politiker
- Nichols, Jordan (* 1992), US-amerikanischer Schauspieler und Model
- Nichols, Keith (1945–2021), britischer Jazzmusiker, Arrangeur und Bandleader
- Nichols, Kelly (* 1956), US-amerikanische Pornodarstellerin
- Nichols, Kevin (* 1955), australischer Radrennfahrer
- Nichols, Lance E. (* 1955), US-amerikanischer Schauspieler und Filmproduzent
- Nichols, Leonie (* 1979), australische Synchronschwimmerin
- Nichols, Leslie (* 1907), englischer Badmintonspieler
- Nichols, Lucy Higgs (1838–1915), US-amerikanische Krankenschwester
- Nichols, Marisol (* 1973), US-amerikanische Schauspielerin
- Nichols, Mark (* 1970), australischer Badmintonspieler
- Nichols, Mark (* 1980), kanadischer Curler
- Nichols, Mary Ann (1845–1888), Opfer des Serienmörders Jack the Ripper
- Nichols, Matthias H. (1824–1862), US-amerikanischer Politiker
- Nichols, Mike (1931–2014), US-amerikanischer Regisseur, Filmproduzent und Filmschauspieler
- Nichols, Mitch (* 1989), australischer Fußballspieler
- Nichols, Monae’ (* 1998), US-amerikanische Weitspringerin
- Nichols, Nichelle (1932–2022), US-amerikanische Schauspielerin und SängerinNichelle Nichols (1932–2022)

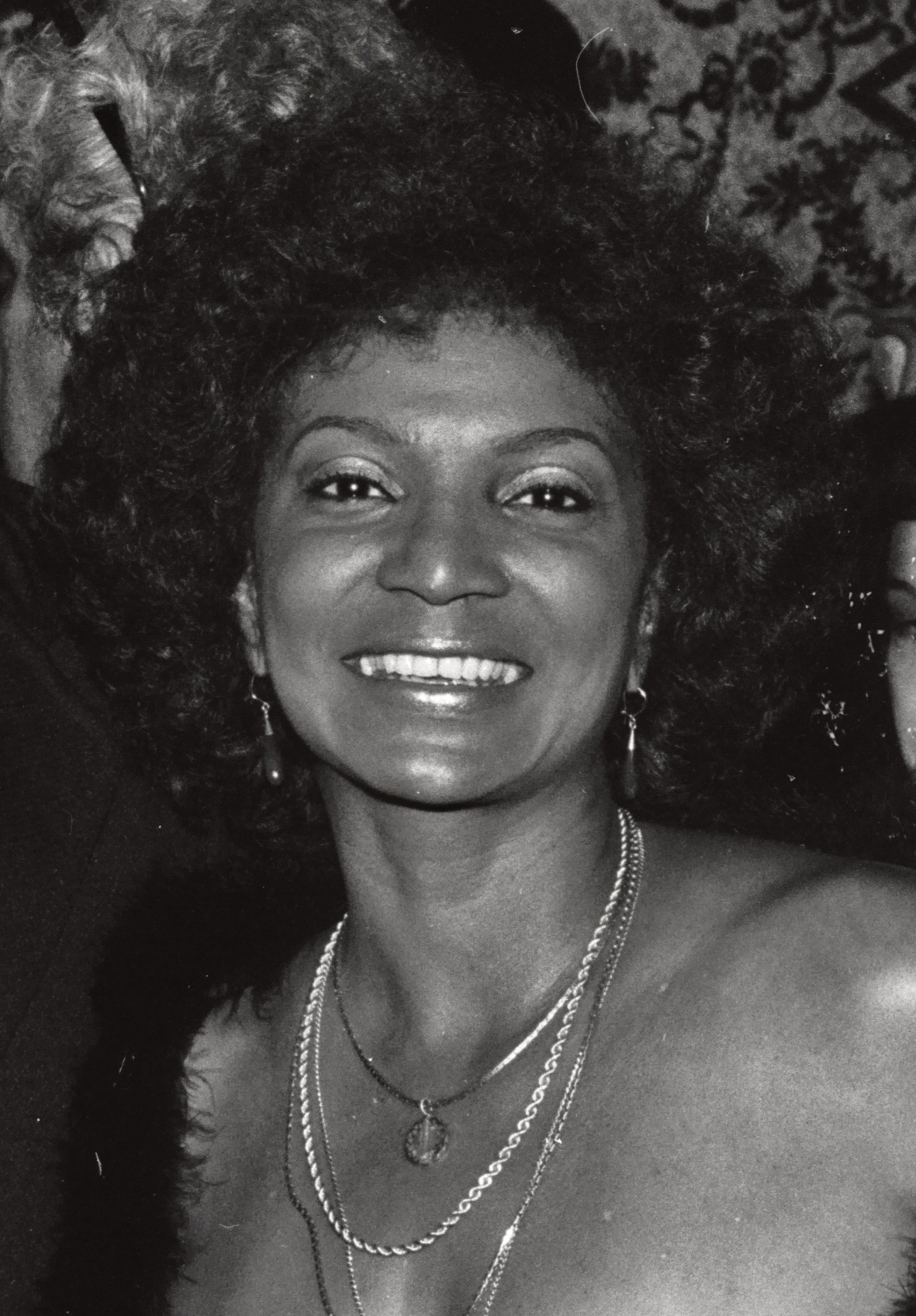
Nichelle Nichols (1932–2022)

- Nichols, Peter (* 1950), britischer Schriftsteller, Einhandsegler und Journalist
- Nichols, Philip Bouverie Bowyer (1894–1962), britischer Botschafter
- Nichols, Rachel (* 1980), US-amerikanische Schauspielerin, Filmproduzentin und Model
- Nichols, Rachel Dennie (* 1992), US-amerikanisch-philippinische Fußballspielerin
- Nichols, Ralph (1910–2001), englischer Badmintonspieler
- Nichols, Red (1905–1965), US-amerikanischer Jazzmusiker
- Nichols, Robert (1893–1944), englischer Schriftsteller, Dichter und Dramatiker
- Nichols, Roger L. (* 1933), US-amerikanischer Historiker und Indianerforscher
- Nichols, Rose Standish (1872–1960), US-amerikanische Landschaftsarchitektin und Friedensaktivistin
- Nichols, Ross (1902–1975), britischer Cambridgeabsolvent und verlegender Poet, Künstler und Historiker
- Nichols, Roy (1932–2001), US-amerikanischer Country-Musiker
- Nichols, Ruth Rowland (1901–1960), US-amerikanische Flugpionierin
- Nichols, Silkirtis (1923–2016), indianischer SchauspielerSilkirtis Nichols (1923–2016)

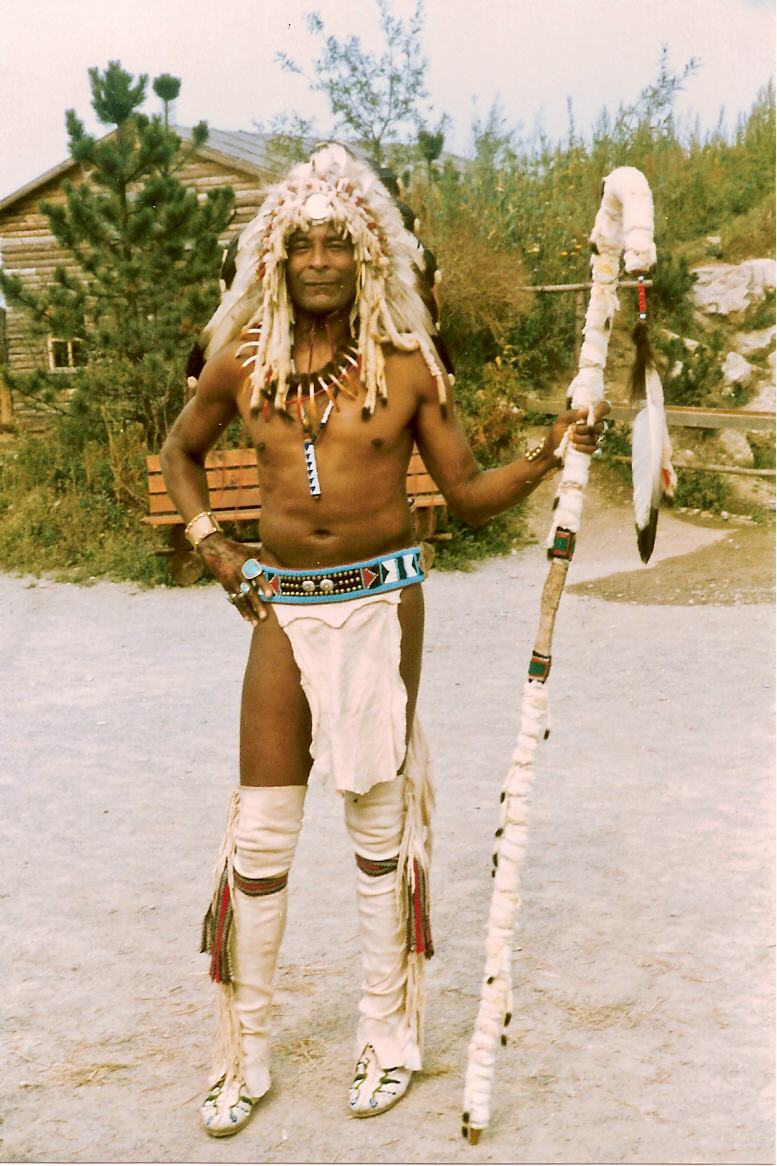
Silkirtis Nichols (1923–2016)

- Nichols, Stephen (* 1951), US-amerikanischer Schauspieler und Synchronsprecher
- Nichols, Steve (* 1947), US-amerikanischer Ingenieur und Rennwagen-Konstrukteur
- Nichols, Taylor (* 1959), US-amerikanischer Schauspieler
- Nichols, Ted (* 1928), US-amerikanischer Komponist, Arrangeur, Dirigent und Musikpädagoge
- Nichols, Terry (* 1955), US-amerikanischer Terrorist
- Nichols, Toby (* 2001), US-amerikanischer Kinderdarsteller
- Nichols, Ty (* 1996), US-amerikanischer Basketballspieler
- Nichols, Vincent (* 1945), britischer Geistlicher, Erzbischof von Westminster
- Nichols, Wade (1946–1985), US-amerikanischer Filmschauspieler, Sänger und Pornodarsteller
- Nichols, William (1852–1917), US-amerikanischer Politiker, Gouverneur des Arizona-Territoriums
- Nichols, William H. (1852–1930), amerikanischer Chemiker und Chemieindustrieller
- Nichols-Bardi, Daiyehan (* 2001), österreichischer Bobfahrer und ehemaliger Leichtathlet
- Nichols-Schweiger, Herbert (* 1944), österreichischer Kulturmanager und Journalist
- Nicholson, Alfred Osborn Pope (1808–1876), US-amerikanischer Politiker der Demokratischen Partei
- Nicholson, Andrew (* 1961), neuseeländischer Vielseitigkeitsreiter
- Nicholson, Andrew (* 1989), kanadischer Basketballspieler
- Nicholson, Andy, britischer Filmarchitekt
- Nicholson, Arnold Joseph (* 1942), jamaikanischer Politiker (PNP)
- Nicholson, Arthur (1947–1985), US-amerikanischer Offizier, Major
- Nicholson, Asenath (1792–1855), US-amerikanische Autorin und Philanthropin
- Nicholson, Ben (1894–1982), britischer Maler und Objektkünstler
- Nicholson, Bill, Tonmeister
- Nicholson, Bill (1919–2004), englischer Fußballspieler und -trainer
- Nicholson, Bruce, US-amerikanischer Spezialeffektkünstler
- Nicholson, Cameron (1898–1979), britischer General
- Nicholson, Carla (* 1966), deutsche Musicalsängerin
- Nicholson, Charles (1795–1837), britischer Flötist
- Nicholson, Charles Ernest († 1954), Bootsdesigner
- Nicholson, Chris (* 1967), neuseeländischer Sportler
- Nicholson, Clementine, britischer Schauspieler
- Nicholson, Donald (1916–2012), britischer Biochemiker und Molekulargenetiker
- Nicholson, Donald W. (1888–1968), US-amerikanischer Politiker
- Nicholson, Edward Max (1904–2003), britischer Umweltschützer und Ornithologe
- Nicholson, Emma Harriet (* 1941), britische Politikerin (Liberal Democrats, Conservative Party), Mitglied des House of Commons
- Nicholson, Francis (1655–1727), englischer und britischer Kolonialgouverneur
- Nicholson, Helen J. (* 1960), britische Mittelalterhistorikerin
- Nicholson, Henry Alleyne (1844–1899), britischer Paläontologe und Zoologe
- Nicholson, Jack (* 1937), US-amerikanischer Schauspieler, Drehbuchautor, Regisseur und ProduzentJack Nicholson (* 1937)

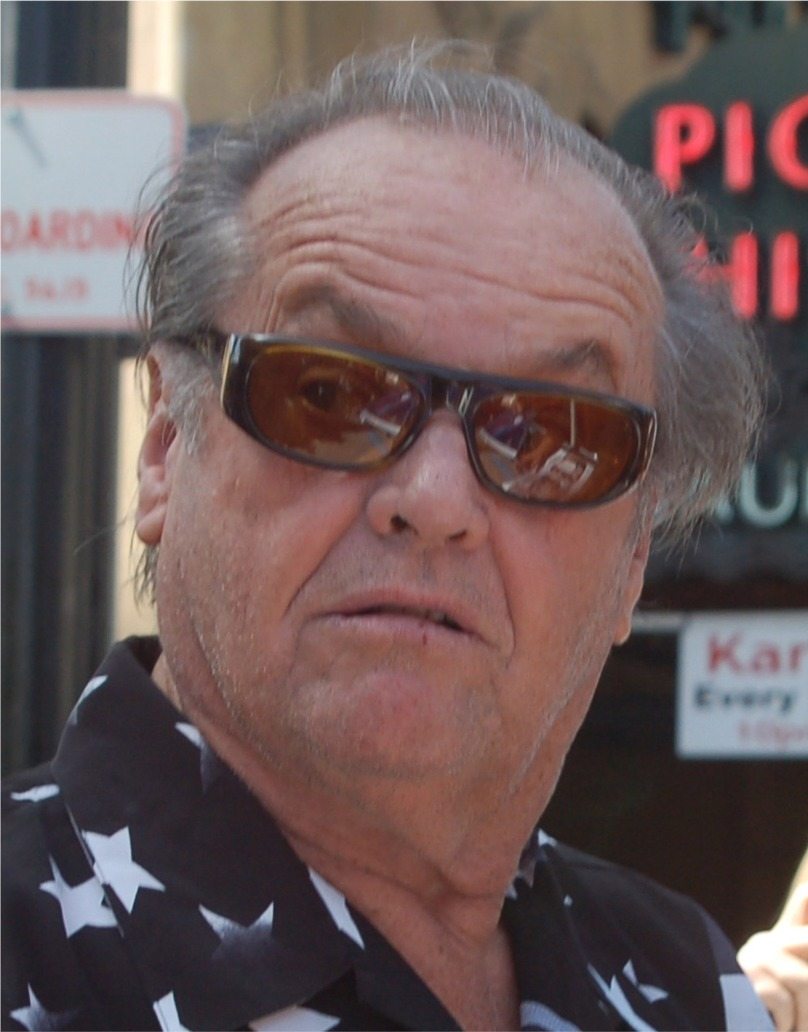
Jack Nicholson (* 1937)

- Nicholson, James H. (1916–1972), US-amerikanischer Filmproduzent und Herstellungsleiter
- Nicholson, Jim (* 1938), US-amerikanischer Politiker
- Nicholson, Jim (* 1945), nordirischer Politiker (UUP), Mitglied des House of Commons, MdEP
- Nicholson, John (1765–1820), US-amerikanischer Jurist und Politiker
- Nicholson, John (1822–1857), Offizier der Britischen Ostindien-Kompanie
- Nicholson, John (1889–1940), US-amerikanischer Hürdenläufer und Hochspringer
- Nicholson, John (1936–1966), englischer Fußballspieler
- Nicholson, John (1941–2017), neuseeländischer Automobilrennfahrer
- Nicholson, John (* 1949), australischer Radrennfahrer
- Nicholson, John A. (1827–1906), US-amerikanischer Politiker
- Nicholson, John Robert (1901–1983), kanadischer Politiker, Vizegouverneur von British Columbia
- Nicholson, John W. Jr. (* 1957), US-amerikanischer General
- Nicholson, John William (1881–1955), britischer Mathematiker und Physiker
- Nicholson, Joseph Hopper (1770–1817), US-amerikanischer Jurist und Politiker
- Nicholson, Julianne (* 1971), US-amerikanische SchauspielerinJulianne Nicholson (* 1971)

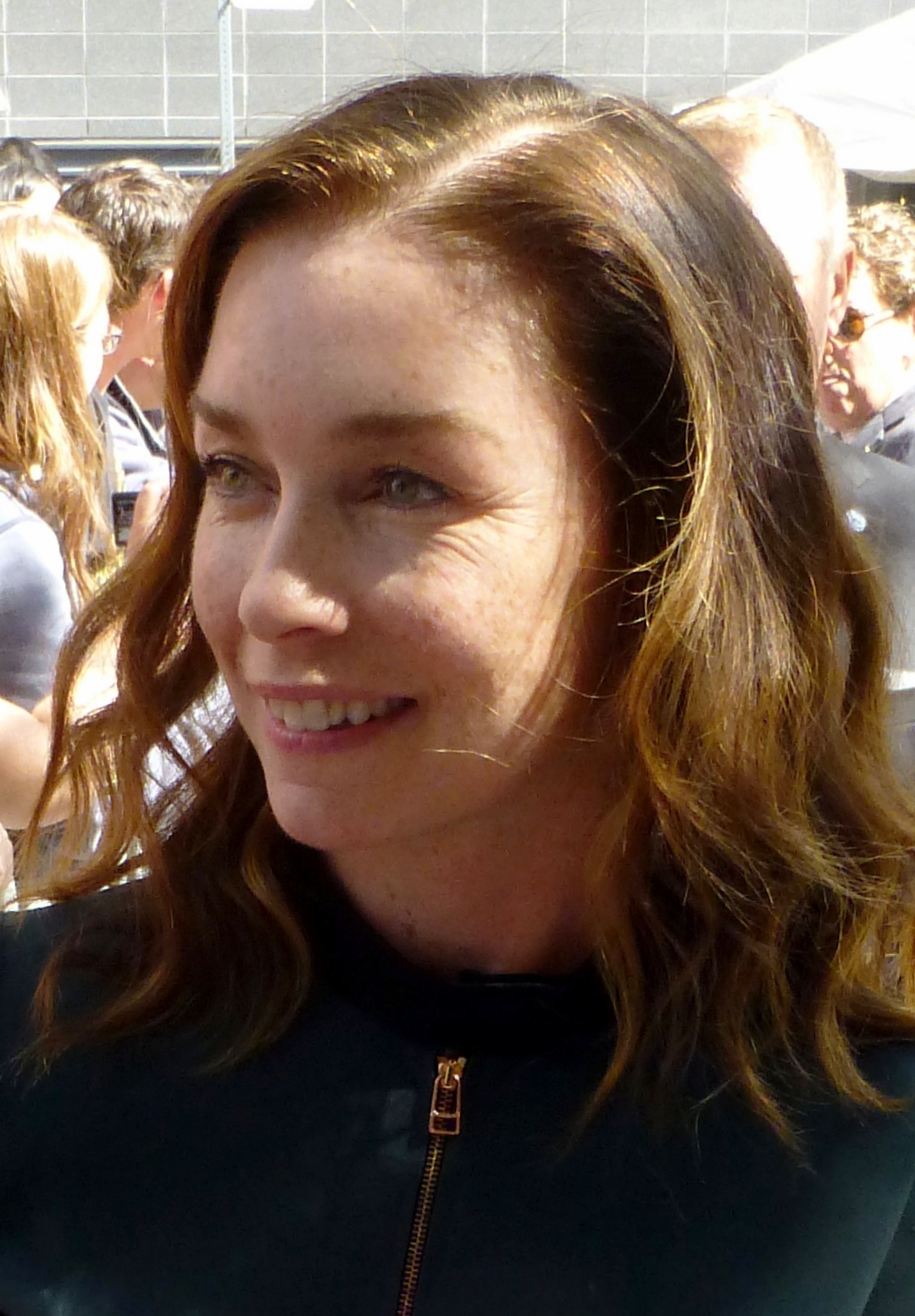
Julianne Nicholson (* 1971)

- Nicholson, Laura (* 2000), irische Leichtathletin
- Nicholson, Leslie (1902–1969), britischer Nachrichtendienstler
- Nicholson, Lorraine (* 1990), US-amerikanische Schauspielerin
- Nicholson, Lothian (1827–1893), britischer Offizier und Kolonialbeamter
- Nicholson, Margaret (1750–1828), britische Attentäterin
- Nicholson, Mark (1871–1941), englischer Fußballspieler und -trainer
- Nicholson, Michael (1937–2016), britischer Journalist
- Nicholson, Natalie (* 1976), US-amerikanische Curlerin
- Nicholson, Norman (1914–1987), britischer Dichter und Autor
- Nicholson, Ossie (* 1906), australischer Radsportler und Rekordfahrer
- Nicholson, Paul (* 1979), australischer DartspielerPaul Nicholson (* 1979)

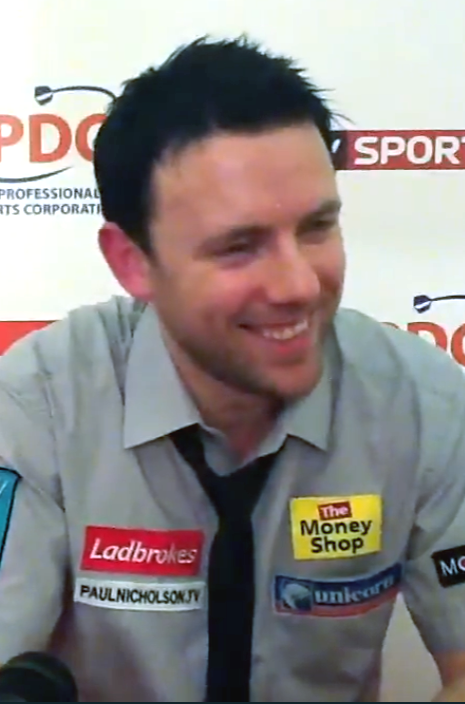
Paul Nicholson (* 1979)

- Nicholson, Ray (* 1992), amerikanischer Schauspieler
- Nicholson, Reggie, US-amerikanischer Jazzmusiker
- Nicholson, Reynold Alleyne (1868–1945), britischer Orientalist
- Nicholson, Rhys (* 1990), australischer nicht-binärer Komiker, Schauspieler und Drehbuchautor
- Nicholson, Rob (* 1952), kanadischer Politiker
- Nicholson, Ruth (1884–1963), englische Geburtshelferin und Gynäkologin
- Nicholson, Ryan (1971–2019), kanadischer Maskenbildner, Spezialeffektkünstler und Filmregisseur sowie Drehbuchautor
- Nicholson, Sam (* 1995), schottischer Fußballspieler
- Nicholson, Samuel D. (1859–1923), US-amerikanischer Politiker
- Nicholson, Scott (* 1962), US-amerikanischer Schriftsteller
- Nicholson, Seth Barnes (1891–1963), US-amerikanischer Astronom
- Nicholson, Shamar (* 1997), jamaikanischer Fußballspieler
- Nicholson, Shane (* 1970), englischer Fußballspieler
- Nicholson, Stuart (* 1948), britischer Musikjournalist und -autor
- Nicholson, Sydney (1875–1947), englischer Organist und Musikpädagoge
- Nicholson, Todd (* 1972), US-amerikanischer Jazz-Bassist
- Nicholson, Tyler (* 1995), kanadischer Snowboarder
- Nicholson, William (1753–1815), britischer Elektrochemiker, Schriftsteller, Übersetzer, Journalist, Verleger, Wissenschaftler, Erfinder des Aräometers und Entdecker der Elektrolyse
- Nicholson, William (1816–1865), australischer Politiker und Premier von Victoria
- Nicholson, William (1872–1949), britischer Maler, Illustrator und Autor
- Nicholson, William (* 1948), britischer Schriftsteller, Drehbuchautor und Regisseur
- Nicholson, William, 1. Baron Nicholson (1845–1918), britischer Feldmarschall und Chef des Imperialen Generalstabes
- Nicholson, Zac (* 1971), britischer Kameramann
- Nicholsonová, Lucia Ďuriš (* 1976), slowakische Journalistin und Politikerin (parteilos), MdEP

#### Nicht
- Nicht, Christoph (* 1994), österreichischer Fußballspieler
- Nicht, Kristian (* 1982), deutscher FußballtorhüterKristian Nicht (* 1982)

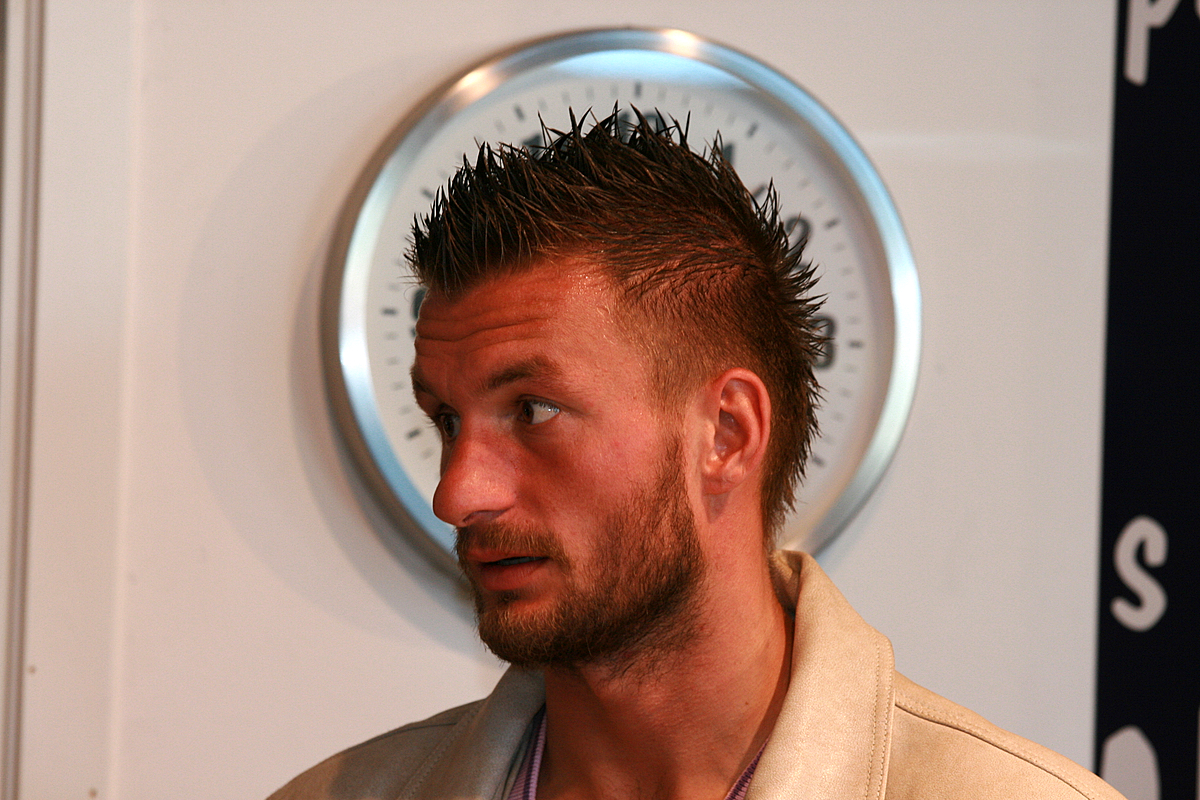
Kristian Nicht (* 1982)

- Nichterl, Claudia (* 1967), österreichische Ernährungsberaterin und Sachbuchautorin
- Nichterlein, Wilhelm (1886–1947), deutscher Konzertpianist, Organist und Kirchenmusikdirektor
- Nichtweiß, Barbara (* 1960), deutsche katholische Theologin
- Nichtweiss, Johannes (1914–1958), deutscher Historiker und Hochschullehrer

### Nici
- Nicieza, Fabian (* 1961), US-amerikanischer Comicautor mit argentinischen Wurzeln
- Nicioli, Darci José (* 1959), brasilianischer Ordensgeistlicher, Erzbischof von Diamantina
- Niciteretse, Salvator (* 1958), burundischer Geistlicher und römisch-katholischer Bischof von Bururi

### Nick
- Nick, Andreas (* 1967), deutscher Politiker (CDU), MdB
- Nick, Ashley (* 1987), US-amerikanische Fußballspielerin
- Nick, Balthasar (1678–1749), Baumeister des Barock
- Nick, Dagmar (* 1926), deutsche Dichterin und Schriftstellerin
- Nick, Désirée (* 1956), deutsche Entertainerin, Kabarettistin und AutorinDésirée Nick (* 1956)

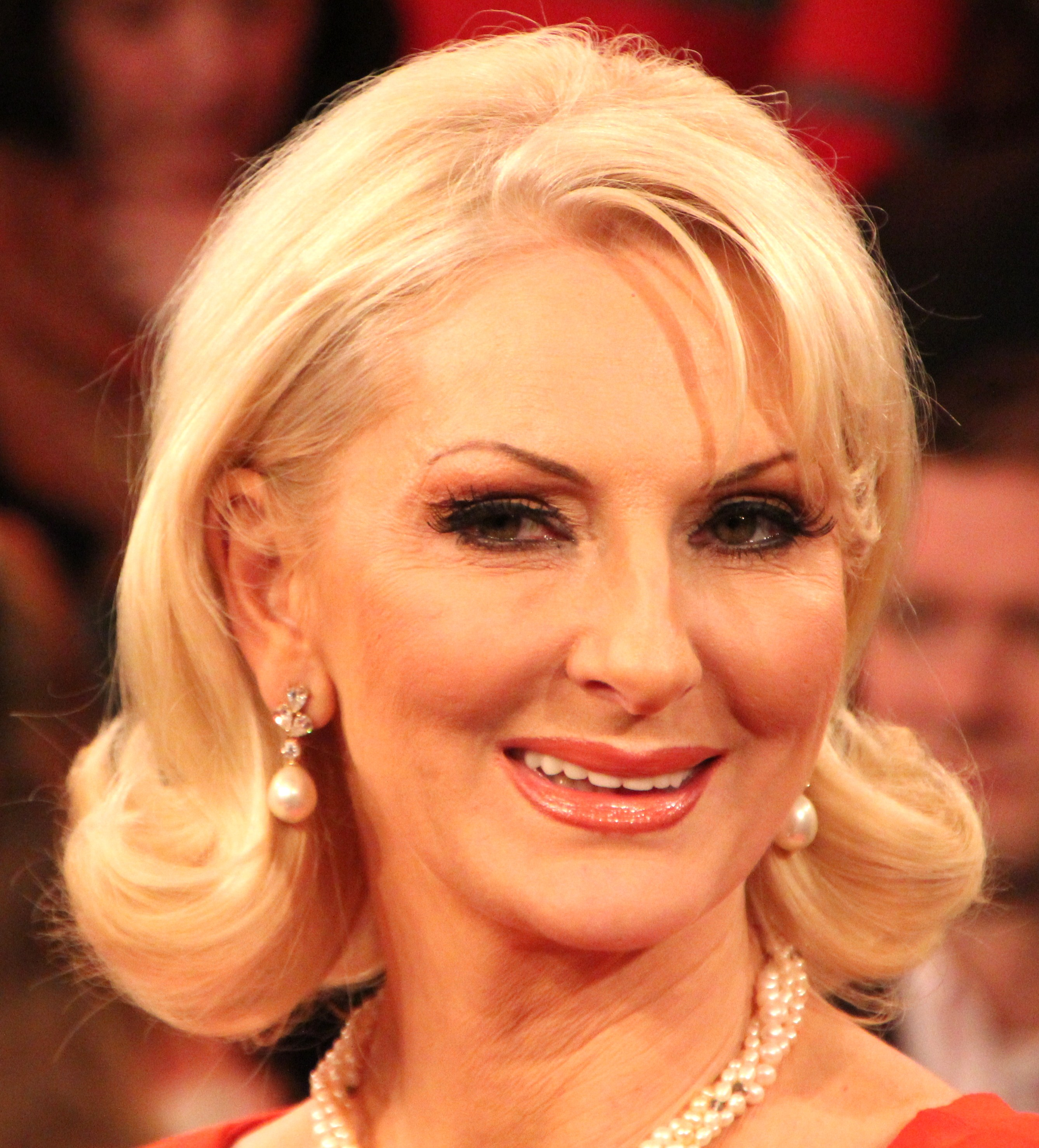
Désirée Nick (* 1956)

- Nick, Edmund (1891–1974), deutscher Komponist, Dirigent und Musikschriftsteller
- Nick, Franz Anton (1780–1832), deutscher Arzt
- Nick, Franz Peter (1772–1825), deutscher katholischer Geistlicher und Hochschullehrer
- Nick, Gustav (1837–1904), deutscher Bibliothekar
- Nick, Harry (1932–2014), deutscher Wirtschaftswissenschaftler
- Nick, Katja (1918–2006), deutsche Vortragskünstlerin
- Nick, Ludwig (1873–1936), deutscher Bildhauer und Hochschullehrer
- Nick, Max (1863–1941), württembergischer Oberamtmann
- Nick, Megan (* 1996), US-amerikanische Freestyle-Skisportlerin
- Nick, Ophelia (* 1973), deutsche Politikerin (Bündnis 90/Die Grünen), MdB
- Nick, Peter (* 1962), deutscher Molekularbiologe
- Nick, Winand (1831–1910), Dommusikdirektor; Komponist
- Nick-Jaenicke, Kaete (1889–1967), deutsche KonzertsängerinKaete Nick-Jaenicke (1889–1967)

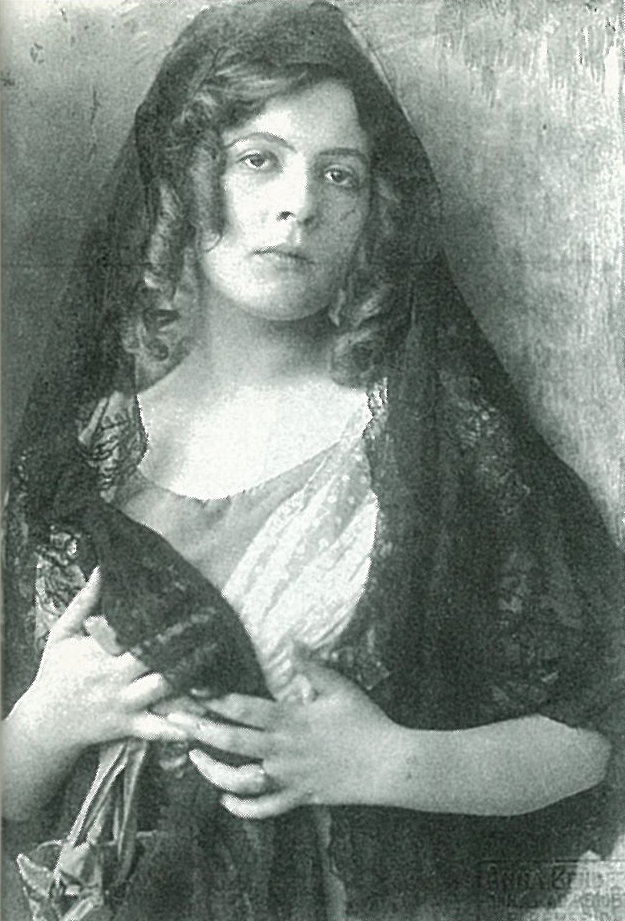
Kaete Nick-Jaenicke (1889–1967)

- Nicka, Eduard (1911–1972), österreichischer Politiker (FPÖ), Landtagsabgeordneter
- Nicka, Eduard (* 1945), österreichischer Politiker (FPÖ), Landtagsabgeordneter im Burgenland
- Nickaes, Georg (* 1971), deutscher Bergsteiger, Alpinsportler und Mitglied in der Nationalmannschaft Skibergsteigen
- Nickalls, Guy (1866–1935), britischer Ruderer
- Nickalls, Guy Oliver (1899–1974), britischer Ruderer
- Nickau, Klaus (* 1934), deutscher Klassischer Philologe
- Nickchen, Volker († 2004), deutscher Fußballfunktionär
- Nicke, Herbert (1952–2016), deutscher Heimatforscher und Sachbuchautor
- Nickeas, Mike (* 1983), kanadischer Baseballspieler
- Nickel, Adolf von (1857–1937), deutscher Politiker
- Nickel, Arthur (* 1903), tschechoslowakischer Politiker (Sudetendeutsche Partei) deutscher Nationalität
- Nickel, Bernd (1949–2021), deutscher Fußballspieler
- Nickel, Bernhard (1794–1879), deutscher Förster und Politiker
- Nickel, Carl (1804–1874), liberaler nassauischer Politiker (Nassauische Fortschrittspartei)
- Nickel, Christian (* 1969), deutscher Schauspieler und Theaterregisseur
- Nickel, Claudia, deutsche Architektin und Hochschullehrerin
- Nickel, Diethard (1939–2023), deutscher Klassischer Philologe und Medizinhistoriker
- Nickel, Dietmar, deutscher Jurist
- Nickel, Eberhard (1900–1970), deutscher Politiker (Zentrum, CDU), MdL
- Nickel, Eckhart (* 1966), deutscher Schriftsteller, Journalist, PhilologeEckhart Nickel (* 1966)

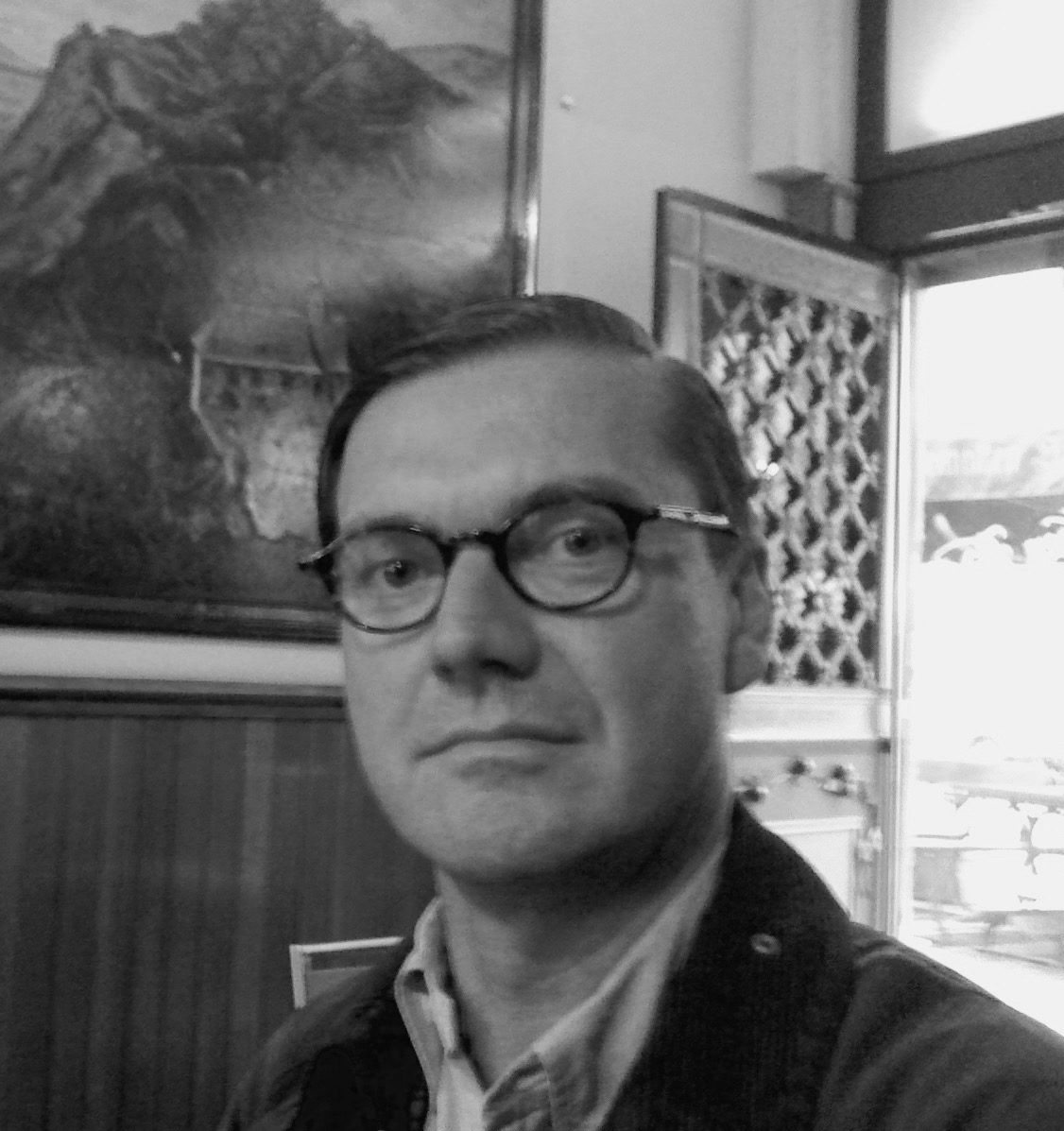
Eckhart Nickel (* 1966)

- Nickel, Edgar, deutscher Poolbillardspieler
- Nickel, Egon (1893–1941), deutscher Politiker der KPD
- Nickel, Ernest Henry (1925–2009), kanadischer Mineraloge
- Nickel, Ernst (1902–1989), deutscher Prähistoriker
- Nickel, Ernst-Adelbert (1920–1992), deutscher Veterinärmediziner und Hochschullehrer
- Nickel, Erwin (1921–2005), deutscher Mineraloge sowie Parawissenschaftler und Paranormologe
- Nickel, Franziska (* 1978), deutsche Fußballspielerin
- Nickel, Frieda (1889–1970), deutsche Politikerin (SPD), MdL
- Nickel, Friedrich (1910–1985), deutscher Comiczeichner
- Nickel, Georg (1950–2015), deutscher Grafikdesigner und Comiczeichner
- Nickel, Gerhard (1928–2015), deutscher Linguist und anglistischer Mediävist
- Nickel, Gitta (1936–2023), deutsche Regisseurin
- Nickel, Goswin (1582–1664), Generaloberer der Societas Jesu (Jesuitenorden)
- Nickel, Gregor (* 1966), deutscher Mathematiker und Hochschullehrer
- Nickel, Günther (* 1946), deutscher Leichtathlet
- Nickel, Gunther (* 1961), deutscher Literaturwissenschaftler
- Nickel, Hans (1907–1946), deutscher Ruderer
- Nickel, Hans-Wolfgang (1933–2024), deutscher Spiel- und Theaterpädagoge
- Nickel, Harald (1953–2019), deutscher Fußballspieler
- Nickel, Hartmut (1944–2019), deutscher Eishockeyspieler und -trainer
- Nickel, Heiko (* 1962), deutscher Fußballspieler
- Nickel, Heinrich (1894–1979), deutscher Offizier, zuletzt Generalleutnant im Zweiten Weltkrieg
- Nickel, Heinrich L. (1927–2004), deutscher Kunsthistoriker, Byzantinist und Hochschullehrer
- Nickel, Heinz (1919–2003), deutscher Künstler, Maler, Grafiker und Hochschullehrer
- Nickel, Helene (1848–1894), Stifterin des karitativen Klosters Helene-Nickel-Stift in Röhe
- Nickel, Helmut (1924–2019), deutscher Kunsthistoriker, Comiczeichner und -autor
- Nickel, Hildegard Maria (* 1948), deutsche Soziologin
- Nickel, Horst (1918–1987), deutscher Politiker (CDU), MdL
- Nickel, Horst (1929–2012), deutscher Psychologe und Autor
- Nickel, Horst (1934–2023), deutscher Biathlet
- Nickel, Isolde, deutsche Fußballspielerin
- Nickel, Jochen (* 1959), deutscher SchauspielerJochen Nickel (* 1959)

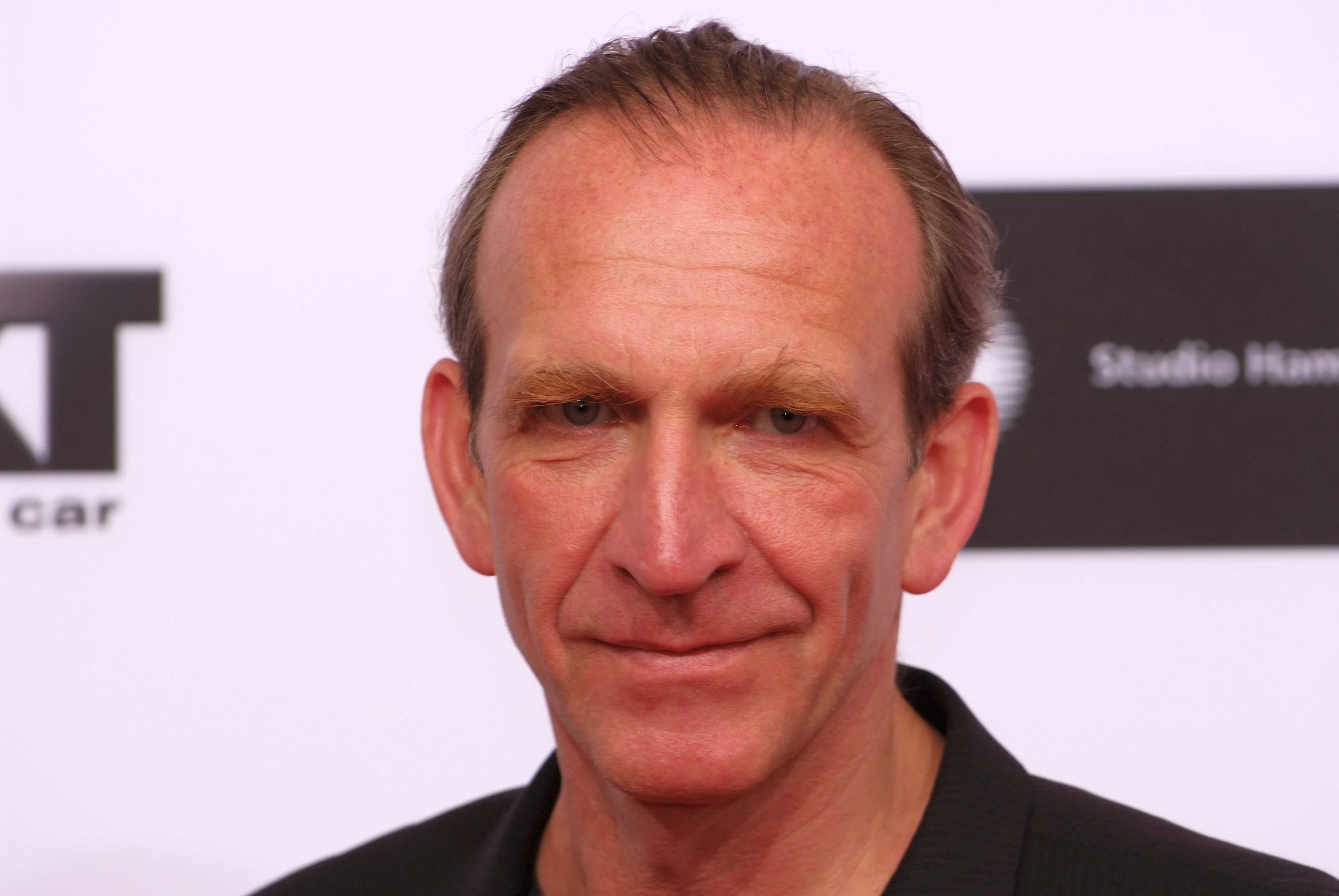
Jochen Nickel (* 1959)

- Nickel, Johann Heinrich (1829–1908), deutscher Kaufmann und Politiker (DFP), MdR
- Nickel, Jörg (* 1967), deutscher Politiker (Bündnis 90/Die Grünen), MdL
- Nickel, Jost (1942–2017), deutscher Flötist, Komponist und Musikpädagoge
- Nickel, Jost (1968–2009), deutscher Systementwickler des Deutschen Sprachatlas
- Nickel, Jost (* 1970), deutscher Schlagzeuger
- Nickel, Kai (* 1968), deutscher Fernsehmoderator, Fernsehregisseur, Journalist und Fotograf
- Nickel, Karl (1924–2009), deutscher Mathematiker
- Nickel, Lukas (* 1964), deutscher Kunsthistoriker und Hochschullehrer
- Nickel, Markus (* 1966), deutscher Kirchenmusiker
- Nickel, Markus Adam (1800–1869), deutscher katholischer Theologe
- Nickel, Monika (* 1957), deutsche römisch-katholische Theologin
- Nickel, Neele Marie (* 2000), deutsche SchauspielerinNeele Marie Nickel (* 2000)

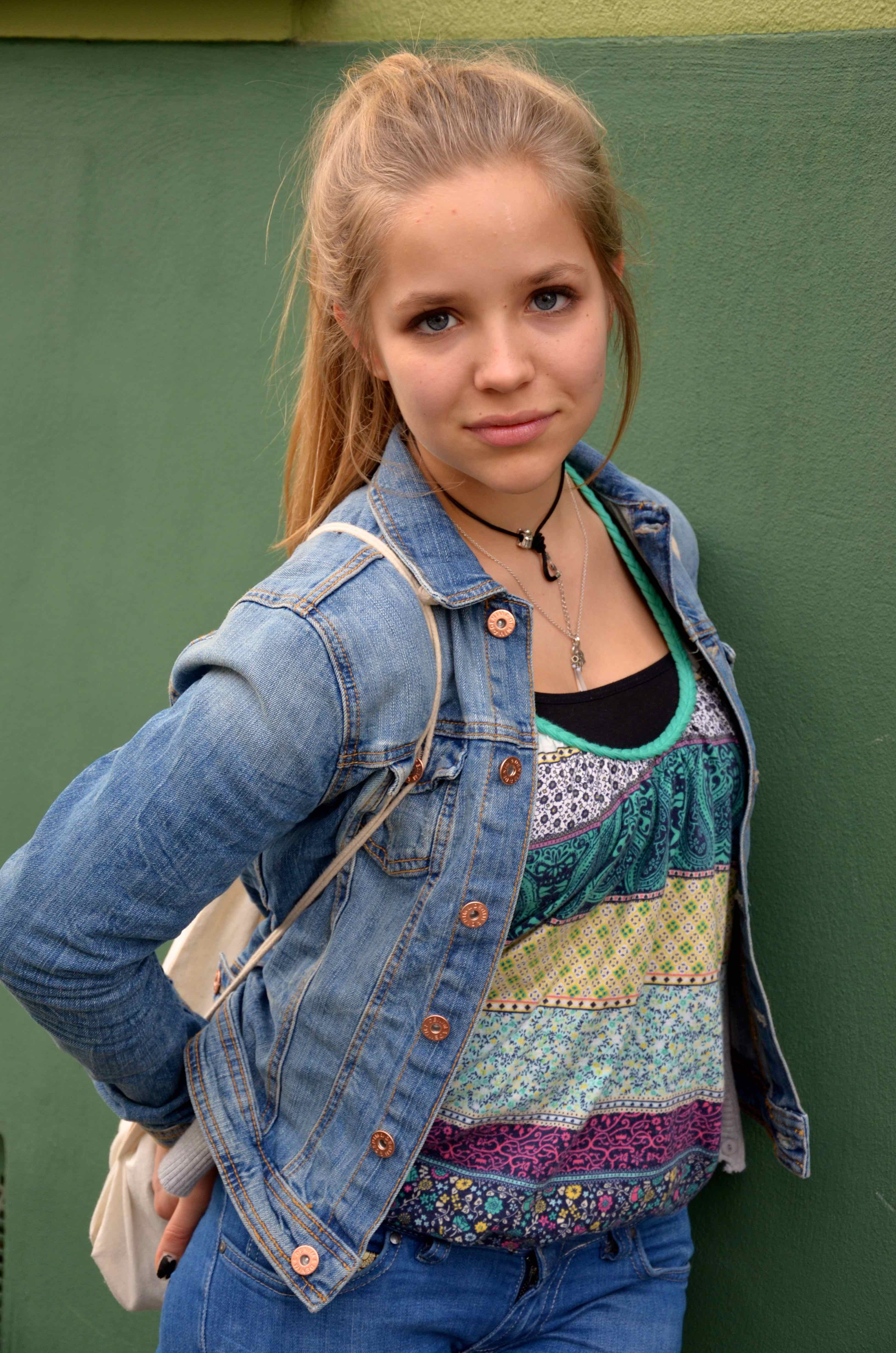
Neele Marie Nickel (* 2000)

- Nickel, Otto (* 1904), deutscher Radrennfahrer
- Nickel, Rafael (* 1958), deutscher Fechter
- Nickel, Rainer (* 1940), deutscher Altphilologe und Didaktiker
- Nickel, Reinhold (1913–1983), deutscher NDPD-Funktionär
- Nickel, Richard (1928–1972), polnisch-US-amerikanischer Architekturfotograf und Denkmalpfleger
- Nickel, Rüdiger (* 1945), deutscher Sportfunktionär und Autor
- Nickel, Susanne (1967–2016), deutsche Buchkünstlerin
- Nickel, Tamara (* 1971), deutsche Künstlerin und Grafik-Designerin
- Nickel, Thorsten (* 1966), deutscher Schauspieler und Kampfsportler
- Nickel, Toni (* 2001), deutscher Basketballspieler
- Nickel, Uta (* 1941), deutsche Politikerin (SED, PDS)
- Nickel, Uwe (* 1942), deutscher Grafiker und Maler
- Nickel, Volker (* 1970), deutscher Komponist
- Nickel, Walter (1902–1973), deutscher Bankpräsident
- Nickel, Walter (1930–2015), deutscher Maler und Grafiker
- Nickel, Walter (* 1941), deutscher Schauspieler
- Nickel, Werner (1935–2016), deutscher Bildhauer und Künstler
- Nickel, Werner (* 1951), deutscher Fußballspieler
- Nickel, Wiley (* 1975), US-amerikanischer Politiker der Demokratischen Partei
- Nickel, Wilhelm (* 1887), deutscher Polizeibeamter
- Nickel, Wilhelm (* 1906), deutscher SS-Hauptsturmführer
- Nickel, Wolfgang (* 1960), deutscher Glaskünstler
- Nickeleit, Mario (* 1969), deutscher Fußballspieler
- Nickelen, Isaak van († 1703), niederländischer Maler
- Nickelen, Jacoba Maria van, niederländische Malerin
- Nickelen, Jan van († 1721), niederländischer Landschafts-, Architektur- und Vedutenmaler des Barock
- Nickelen, Rymer van, niederländischer Porträt-, Landschafts- und Tiermaler
- Nickell, Joe (1944–2025), US-amerikanischer Kunsthistoriker
- Nickell, Rachel (1968–1992), britisches Mordopfer
- Nickell, Stephen (* 1944), britischer Hochschullehrer
- Nickelmann, Heico (* 1966), deutscher Rockmusiker und Liedermacher
- Nickels, Alphonse (1881–1944), luxemburgischer Diplomat
- Nickels, Brian (1965–2020), britischer Stuntman, Stunt Coordinator, Schauspieler und Boxer
- Nickels, Christa (* 1952), deutsche Politikerin (Bündnis 90/Die Grünen), MdB
- Nickels, Ferdinand (1811–1893), deutscher Jurist und Abgeordneter
- Nickels, Gregory J. (* 1955), US-amerikanischer Politiker (Demokratische Partei)
- Nickels, Rudolf (1926–2005), deutscher Politiker (CDU), MdL
- Nickelsburg, Heinz (1912–2001), deutsch-britischer Tischtennisspieler
- Nickelsen, Brigitta (* 1965), deutsche Journalistin und Medienmanagerin
- Nickelsen, Einar (* 2002), dänischer Handballspieler
- Nickelsen, John Reinert (1865–1950), deutscher Kunstverglaser
- Nickelsen, Kärin (* 1972), deutsche Wissenschaftshistorikerin
- Nickenig, Georg (* 1964), deutscher Kardiologe
- Nickenig, Rudolf (* 1953), deutscher Winzer und Generalsekretär des Deutschen Weinbauverbandes
- Nickenig, Tobias (* 1984), deutscher Fußballspieler
- Nickenig, Willi (* 1944), deutscher Politiker (CDU), MdL Rheinland-Pfalz
- Nickerl, Paul (1900–1939), tschechoslowakischer Politiker (Sudetendeutsche Partei) deutscher Nationalität
- Nickerson, Matt (* 1985), US-amerikanischer Eishockeyspieler
- Nickerson, Thomas (1805–1883), amerikanischer Seemann und späterer Hotelier
- Nickerson, Warner (* 1981), US-amerikanischer Skirennläufer
- Nickes, Johann Peter Anselm (1825–1866), deutscher Schriftsteller
- Nickholz, Brian (* 1989), deutscher Politiker (SPD), MdB
- Nicki (* 1966), deutsche Schlagersängerin und KomponistinNicki (* 1966)

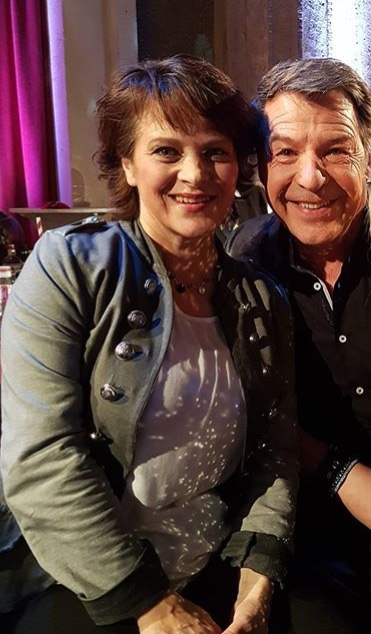
Nicki (* 1966)

- Nickisch und Roseneck, Ernst Heinrich Gottlieb von (1766–1832), preußischer Landrat, Justizrat und Landschaftsdirektor
- Nickisch und Roseneck, Heinrich Ferdinand Wilhelm von (1736–1801), preußischer Landrat und Landschaftsdirektor
- Nickisch von Rosenegk, Gotthard (1853–1931), preußischer Generalleutnant, Mitglied des Preußischen Abgeordnetenhauses
- Nickisch, Alfred (1872–1948), schlesischer Landschaftsmaler und Mitbegründer des Künstlerbundes Schlesien
- Nickisch, Kurt (1889–1967), deutscher Unternehmer
- Nickisch, Reinhard M. G. (1933–2021), deutscher Germanist
- Nickisch, Robert (* 1982), deutscher Schauspieler
- Nickisch-Rosenegk, Adolf von (1836–1895), deutscher Verwaltungsbeamter und Parlamentarier
- Nickl, Andreas (* 1967), deutscher Schauspieler, Autor und Regisseur
- Nickl, Christof (1886–1967), deutscher Landwirt und Politiker (CSU), MdB
- Nickl, Peter (* 1958), deutscher Philosoph, Autor, Herausgeber und Lehrbeauftragter
- Nickl, Thimo (* 2001), österreichischer Eishockeyspieler
- Nicklas, Georg, deutscher Tischtennisspieler und Unternehmer
- Nicklas, Kathrin, deutsche Fußballspielerin
- Nicklas, Pascal (* 1965), deutscher Schriftsteller, Journalist und Literaturwissenschaftler
- Nicklas, Thomas (* 1967), deutscher Neuzeithistoriker
- Nicklas, Tobias (* 1967), deutscher Theologe und Hochschullehrer
- Nicklass-Kempner, Selma (1850–1928), deutsche Opernsängerin (Sopran) und Gesangspädagogin
- Nicklasson, Anette (* 1955), schwedische Fußballspielerin
- Nicklasson, Daniel (* 1981), schwedischer Fußballspieler
- Nicklasson, Göran (1942–2018), schwedischer Fußballspieler
- Nicklasson, Michael, schwedischer Gitarrist und Bassist
- Nicklaus, Andreas (* 1999), deutscher Basketballspieler
- Nicklaus, August (1885–1937), deutscher Jurist und Präsident der Eisenbahndirektion Saarbrücken
- Nicklaus, Hans Georg (* 1963), deutsch-österreichischer Kulturwissenschaftler und Musikwissenschaftler sowie Radioredakteur und Radiomoderator
- Nicklaus, Jack (* 1940), US-amerikanischer ehemaliger GolfspielerJack Nicklaus (* 1940)

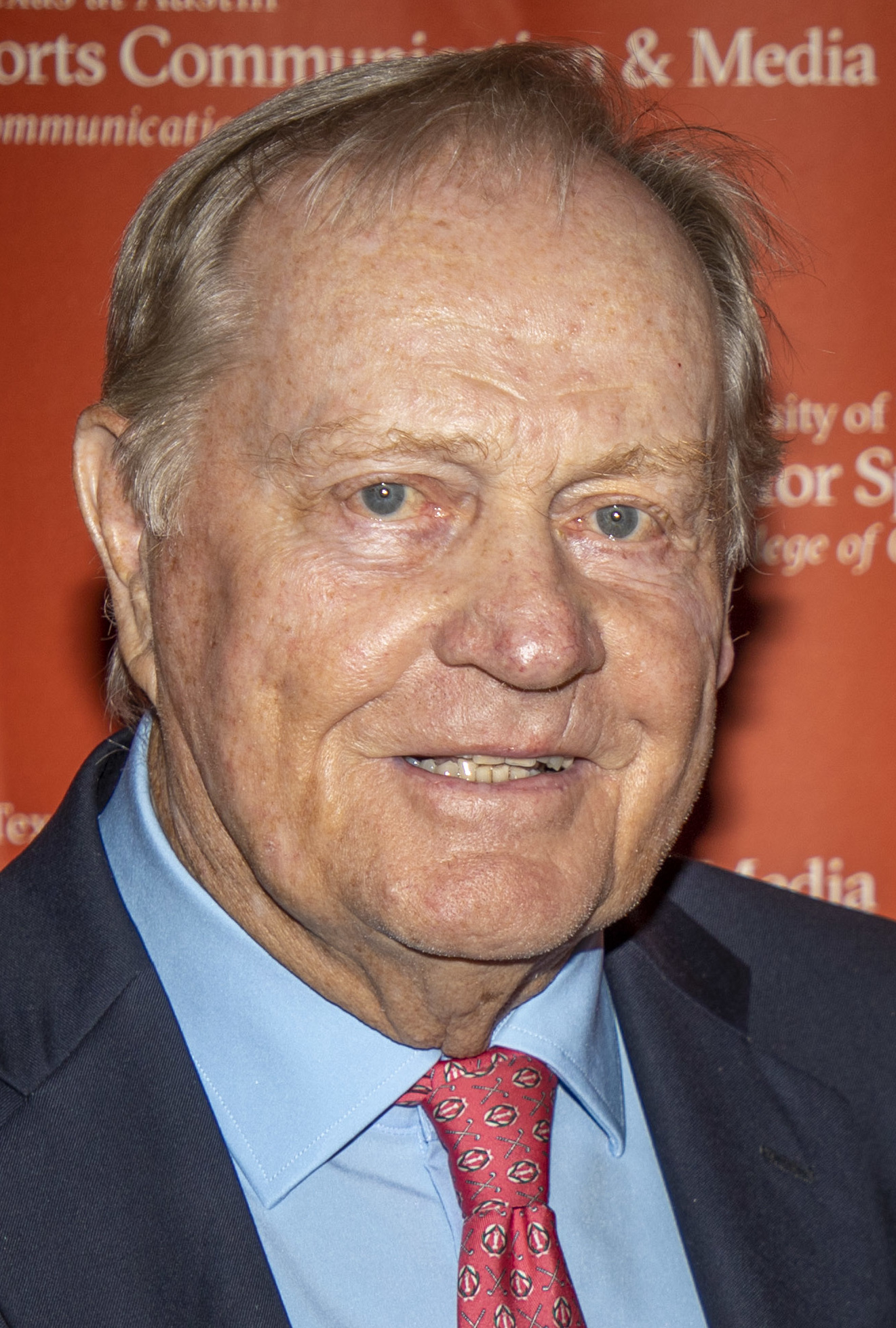
Jack Nicklaus (* 1940)

- Nicklaus, Karl (* 1937), Schweizer Elektroingenieur und Unternehmer
- Nickle, Robert (1786–1855), britischer Offizier und Kolonialgouverneur
- Nickle, Robert (1919–1980), US-amerikanischer Künstler
- Nicklén, Nils (1917–1995), finnischer Hochspringer
- Nicklen, Paul (* 1968), kanadischer Fotograf, Filmemacher und Meeresbiologe
- Nickles, Dieter (* 1963), deutscher Sportjournalist
- Nickles, Don (* 1948), US-amerikanischer Politiker
- Nicklès, Jérôme (1820–1869), französischer Chemiker
- Nickles, Michael (* 1966), deutscher Sachbuchautor
- Nickless (* 1995), Schweizer Musiker
- Nickless, Ralph Walker (* 1947), US-amerikanischer Geistlicher und römisch-katholischer Bischof von Sioux City
- Nicklich, Heinz (* 1927), deutscher Fußballspieler
- Nicklin, Alani (* 1995), neuseeländischer Beachvolleyballspieler
- Nicklinson, Tony († 2012), britischer Mann, der an einem Locked-in-Syndrom erkrankt war
- Nicklis, Werner S. (1920–2002), deutscher Pädagoge
- Nicklisch, Andreas (* 1945), deutscher Journalist und UNO-Beamter
- Nicklisch, Anouk (1958–2006), deutsche Opernregisseurin
- Nicklisch, Franz (1906–1975), deutscher Schauspieler und Synchronsprecher
- Nicklisch, Fritz (1936–2022), deutscher Rechtswissenschaftler und Hochschullehrer
- Nicklisch, Hans (1911–2001), deutscher Schriftsteller und Übersetzer
- Nicklisch, Heinrich (1876–1946), deutscher Hochschullehrer in der Aufbauzeit der deutschen Betriebswirtschaftslehre
- Nicklisch, Ilona (* 1958), deutsche Politikerin (BVB/Freie Wähler), MdL
- Nicklisch, Maria (1904–1995), deutsche Schauspielerin
- Nicklitz, Walter (1911–1989), deutscher Politiker (SPD), MdA
- Nickol, Adolf (1824–1905), deutscher Maler
- Nickol, Silvio (* 1975), deutscher Koch
- Nickolaus, Axel (* 1951), deutscher Fotograf und Bildjournalist
- Nickolaus, Reinhold (1952–2021), deutscher Berufs- und Technikpädagoge
- Nickolay, Friedrich (1909–1953), deutscher KPD-Funktionär, Résistancekämpfer und SED-Funktionär
- Nickrenz, Scott (* 1938), US-amerikanischer Bratschist
- Nicks, Hakeem (* 1988), US-amerikanischer American-Football-Spieler
- Nicks, Jennifer (1932–1980), britische Eiskunstläuferin
- Nicks, John (* 1929), britischer Eiskunstläufer und Eiskunstlauftrainer
- Nicks, Stevie (* 1948), US-amerikanische SängerinStevie Nicks (* 1948)

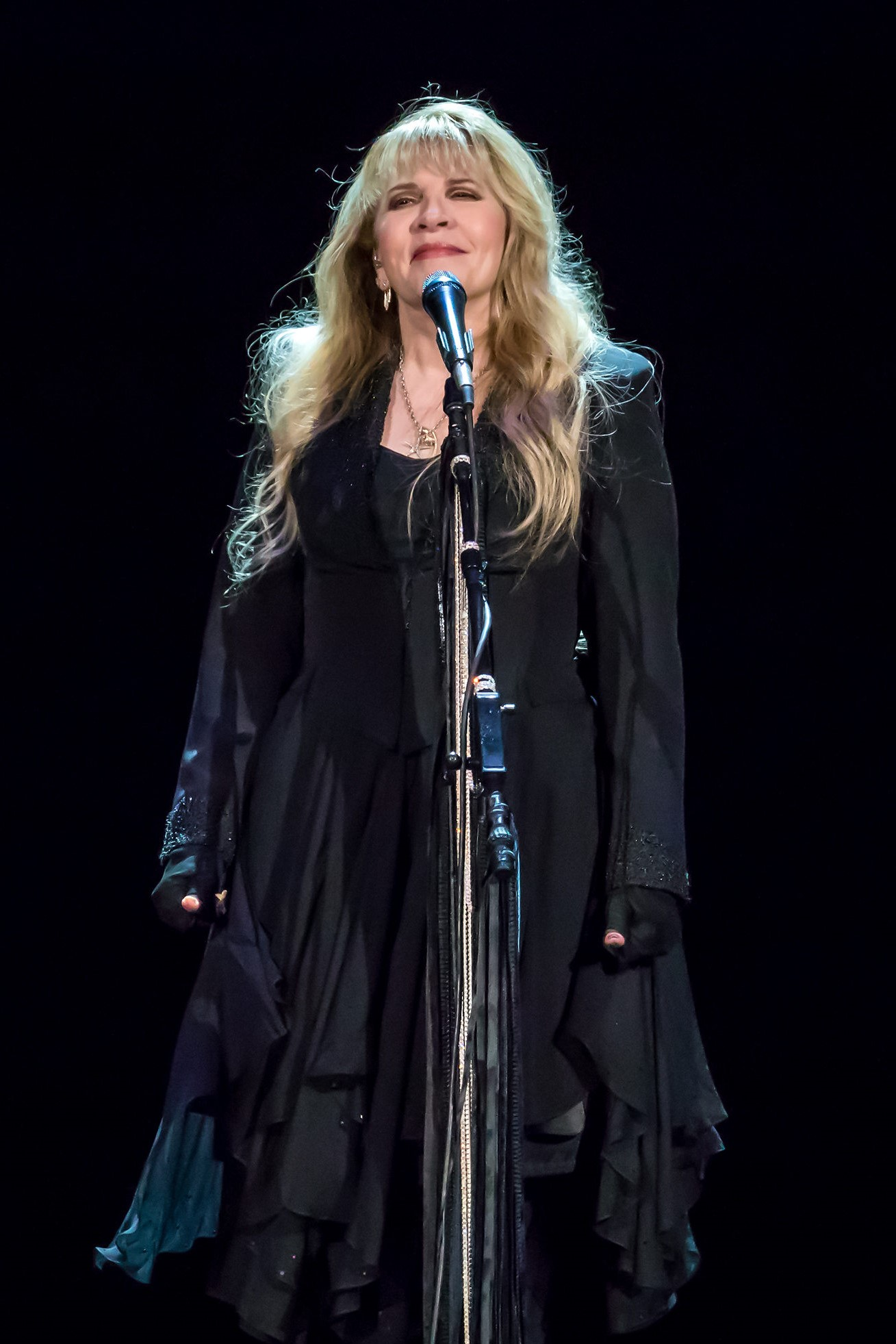
Stevie Nicks (* 1948)

- Nickschas, Cynthia (* 1987), deutsche Liedermacherin
- Nickson, Bill (* 1953), britischer Radrennfahrer
- Nickson, David, Baron Nickson (* 1929), britischer Manager und Politiker
- Nickson, Hilda (1912–1977), britische Autorin
- Nickson, James Joseph (1915–1985), US-amerikanischer Radiologe
- Nickson-Soul, Julia (* 1958), US-amerikanische Schauspielerin
- Nickulas, Eric (* 1975), US-amerikanischer Eishockeyspieler

### Nicl
- Niclaes, Heinrich (* 1501), Stifter der Familisten, einer mystischen Religionspartei in England und Holland
- Niclas, Anton (1593–1636), württembergischer Goldarbeiter und Bürgermeister von Tübingen
- Niclas, Jakob (1678–1755), deutscher Bürgermeister der Reichsstadt Aachen
- Niclas, Johann Nicolaus (1733–1808), deutscher Philologe und Büchersammler
- Niclasen, Jørgen (* 1969), färöischer Geschäftsmann und Politiker
- Niclaus, Hans (1914–1997), deutscher Basketballspieler
- Niclauß, Karlheinz (1937–2023), deutscher Politologe und Hochschullehrer
- Niclo, Vincent (* 1975), französischer Opernsänger (Tenor) und Schauspieler
- Nicloux, Guillaume (* 1966), französischer Filmregisseur, Drehbuchautor und Schriftsteller

### Nico
- Nico (1938–1988), deutsche SängerinNico (1938–1988)

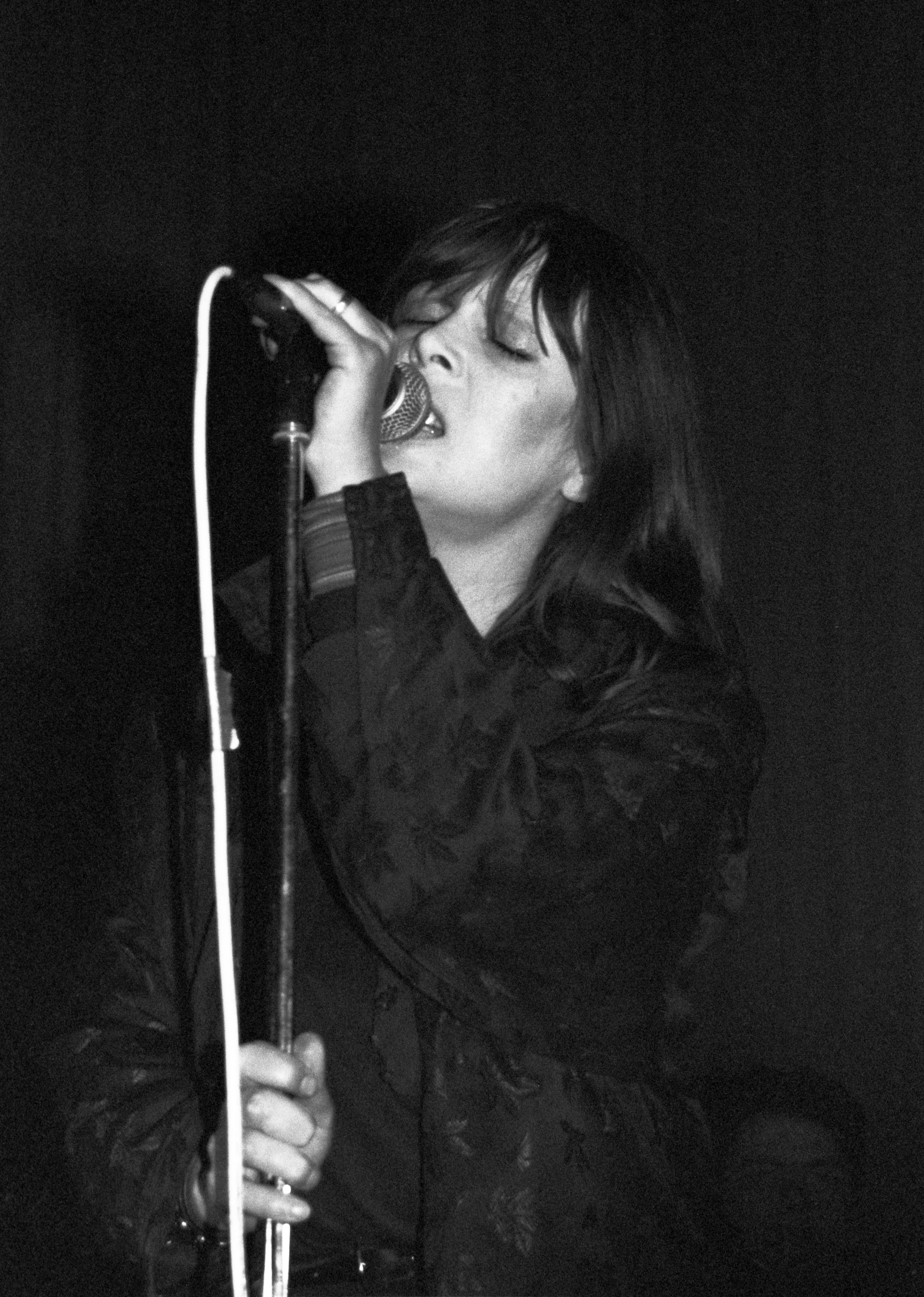
Nico (1938–1988)

- Nico (* 1966), britischer Studioingenieur und Drum-and-Bass-Produzent
- Nico (* 2002), spanischer Fußballspieler

#### Nicoa
- Nicoara, Angelica (* 1973), rumänische Schauspielerin
- Nicoară, Viorel (* 1987), rumänischer Fußballspieler

#### Nicod
- Nicod, Jean (1893–1924), französischer Philosoph und Logiker
- Nicod, Placide (1876–1953), Schweizer Orthopäde
- Nicod, René (1881–1950), französischer Politiker
- Nicodé, Jean Louis (1853–1919), deutscher Komponist, Dirigent, Pianist und Musikpädagoge
- Nicodemo, Tara (* 1979), kanadische Schauspielerin
- Nicodemos Daoud Matti Sharaf (* 1976), irakischer Geistlicher, Erzbischof der Syrisch-Orthodoxen Kirche in Mossul
- Nicodemus, Katja (* 1968), deutsche Filmkritikerin und Journalistin
- Nicodemus, Otto (1886–1966), deutscher Fußballspieler

#### Nicoi
- Nicoïdski, Clarisse (1938–1996), französische Schriftstellerin

#### Nicol
- Nicol, Alex (1916–2001), US-amerikanischer Schauspieler und Regisseur
- Nicol, C. W. (1940–2020), walisisch-japanischer Schriftsteller
- Nicol, Carl (1808–1880), deutscher Jurist und Politiker
- Nicol, Christoph (* 1989), deutscher Basketballtrainer
- Nicol, Donald (1923–2003), britischer Byzantinist und Neogräzist
- Nicol, Ernst (1923–2022), deutscher Schiffbauingenieur
- Nicol, Evelyn (1930–2020), US-amerikanische Immunologin und Mikrobiologin
- Nicol, George (1886–1967), britischer Sprinter
- Nicol, Günther (1806–1858), deutscher Dichter und Jurist
- Nicol, James (1810–1879), schottischer Geologe und Mineraloge
- Nicol, Jimmie (* 1939), britischer Musiker, 5. "Beatle"
- Nicol, Karl (1886–1954), deutscher evangelischer Theologe
- Nicol, Lesley (* 1953), britische SchauspielerinLesley Nicol (* 1953)

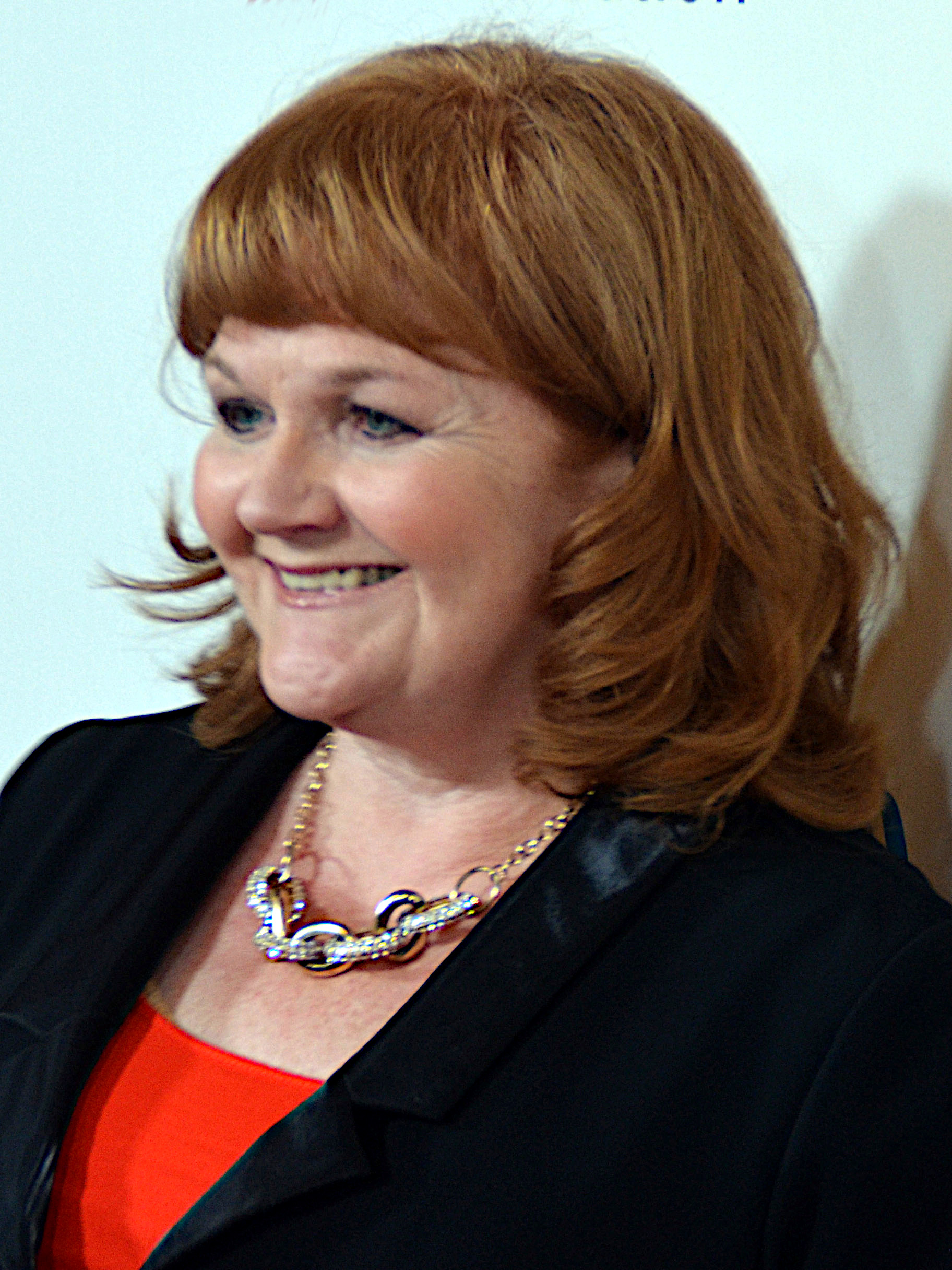
Lesley Nicol (* 1953)

- Nicol, Martin (* 1953), deutscher evangelisch-lutherischer Theologe und Hochschullehrer
- Nicol, Mike (* 1951), südafrikanischer Schriftsteller
- Nicol, Olive, Baroness Nicol (1923–2018), britische Politikerin (Labour Party), Life Peeress
- Nicol, Peter (* 1973), britischer Squashspieler
- Nicol, Simon (* 1950), britischer Folkrockmusiker
- Nicol, Steve (* 1961), schottischer Fußballspieler und -trainer
- Nicol, Sylvie (* 1973), französische Managerin, Vorständin von Henkel
- Nicol, W. W. J. (1855–1929), schottischer Chemiker und Fotograf
- Nicol, William († 1851), britischer Physiker

##### Nicola
- Nicola da Gesturi (1882–1958), italienischer römisch-katholischer Kapuziner, Seliger
- Nicola, Carlos (* 1973), uruguayischer Fußballspieler und -trainer
- Nicola, Clara Cuqui (1926–2017), kubanische klassische Gitarristin und Professorin
- Nicola, Davide (* 1973), italienischer Fußballspieler und -trainer
- Nicola, Isaac (1916–1997), kubanischer Gitarrist und Musikpädagoge
- Nicola, James C. (* 1950), amerikanischer Theaterregisseur
- Nicola, Karl (1797–1875), deutscher Komponist und Violinist, königlich hannoverscher Hof- und Kammermusiker sowie Musik- und Chordirektor
- Nicola, Karl (1939–2023), deutscher Politiker (SPD), MdL
- Nicola, Lewis (1717–1807), Offizier, Kaufmann, Schriftsteller und Mitglied der American Philosophical Society
- Nicola, Marcelo (* 1971), argentinischer Basketballspieler
- Nicola, Max Erich (1889–1958), deutscher Maler und Grafiker
- Nicola, Rubens (* 1956), brasilianischer Fußballspieler
- Nicoladoni, Carl (1847–1902), österreichischer Chirurg
- Nicolae, Alexandru (* 1955), rumänischer Fußballspieler
- Nicolae, Florentin (* 1981), rumänischer Skirennläufer
- Nicolae, Florin (* 1980), rumänischer Handballspieler
- Nicolae, Nicolae M. (1924–2009), rumänischer Politiker (PCR), Minister, Staatssekretär und Botschafter
- Nicolae, Șerban (* 1968), rumänischer Rechtsanwalt und Politiker, Senator und Minister
- Nicolaes, Julie (* 2004), belgische Bahnradsportlerin
- Nicolaescu, Sergiu (1930–2013), rumänischer Schauspieler, Filmregisseur und PolitikerSergiu Nicolaescu (1930–2013)

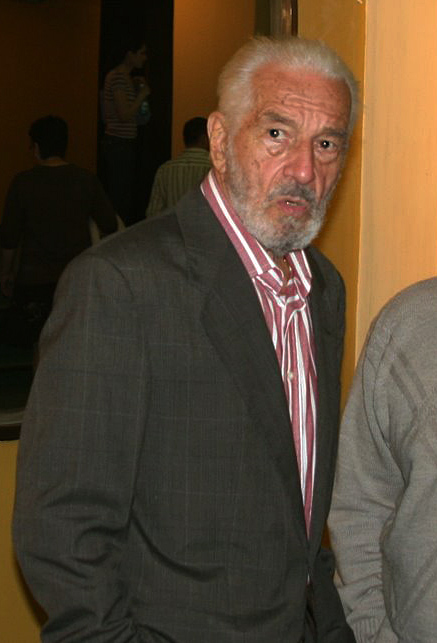
Sergiu Nicolaescu (1930–2013)

- Nicolai Norvegus, Laurentius († 1622), norwegischer Jesuitenpater
- Nicolai von Greiffencrantz, Christoph Joachim (1649–1715), deutscher Jurist und Kanzler der Herzogtümer Bremen und Verden
- Nicolai, Adolf (1805–1872), deutscher Unternehmer und Kirchenlieddichter
- Nicolaï, Aimar-Charles-Marie de (1747–1794), französischer Beamter des Ancien Régime
- Nicolai, Andreas (* 1986), deutscher Filmeditor
- Nicolaï, Antoine Chrétien de (1712–1777), französischer Militär, Marschall von Frankreich
- Nicolai, August (1868–1941), sächsischer und osmanischer Offizier
- Nicolai, Bernd (* 1957), deutscher Architekturhistoriker, Kunsthistoriker und Autor
- Nicolai, Boris (* 1985), deutscher Bocciaspieler
- Nicolai, Bruno (1926–1991), italienischer Filmkomponist
- Nicolai, Carl Heinrich (1739–1823), deutscher Heimatforscher, lutherischer Geistlicher und Schulleiter
- Nicolai, Carsten (* 1965), deutscher Künstler, Musiker und LabelbetreiberCarsten Nicolai (* 1965)

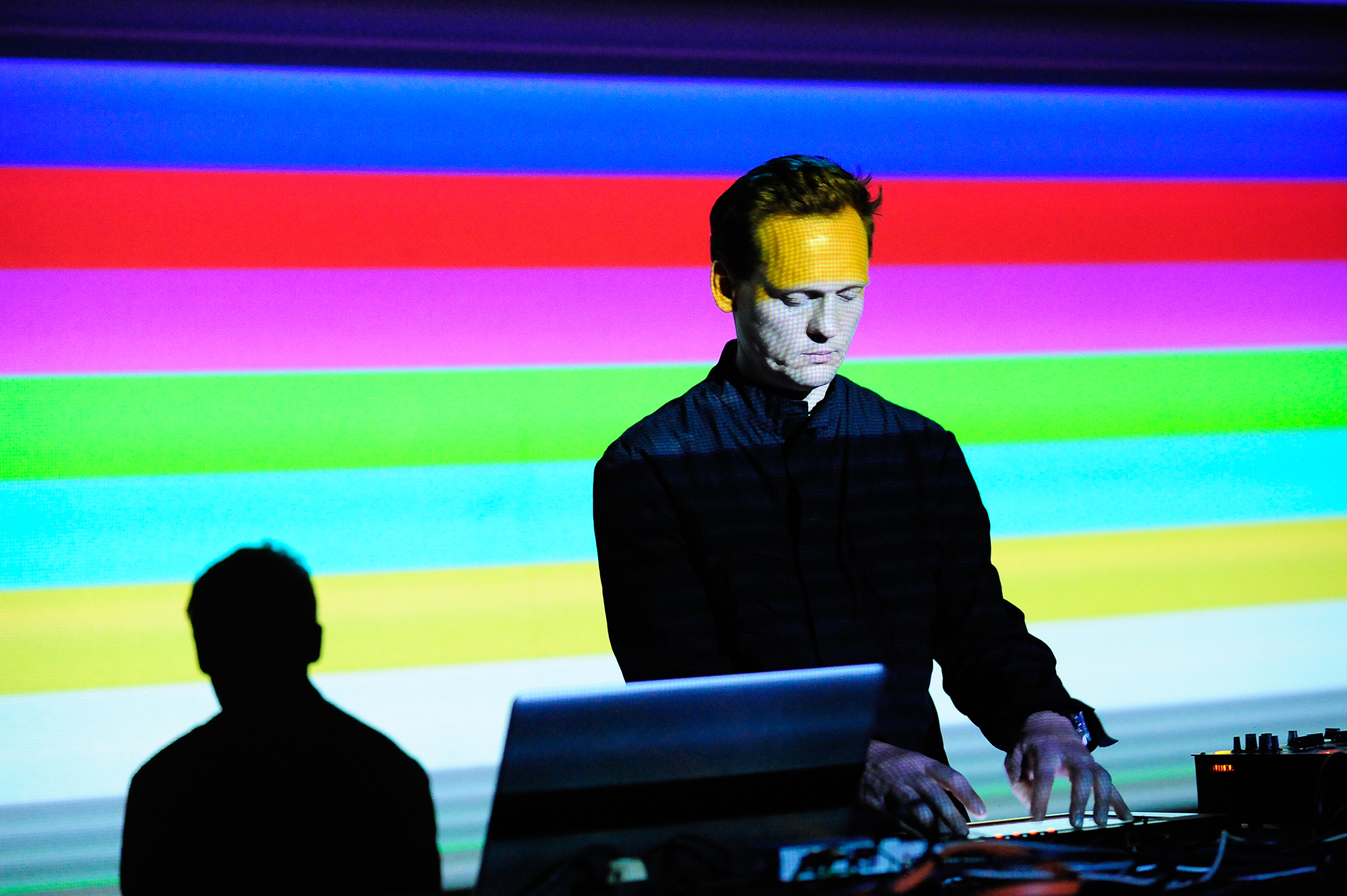
Carsten Nicolai (* 1965)

- Nicolai, Christian Gottfried (1702–1783), deutscher lutherischer Theologe und Autor
- Nicolai, Christoph Gottlieb (1682–1752), deutscher Verleger und Buchhändler in Berlin
- Nicolai, Claudio (1929–2020), deutscher Opernsänger
- Nicolai, Daniel (1613–1670), deutscher Jurist und Kanzler der Herzogtümer Bremen und Verden
- Nicolai, Daniel (1683–1750), deutscher Jurist
- Nicolai, Dorothea (* 1962), deutsche Kostümbildnerin, Bühnenbildnerin, Autorin und Kuratorin
- Nicolai, Ernst Anton (1722–1802), deutscher Mediziner
- Nicolai, Ferdinand Friedrich von (1730–1814), württembergischer Generalmajor und Kriegsminister
- Nicolai, Frank (* 1963), deutscher Aktivist des evolutionären Humanismus
- Nicolai, Friedrich (1733–1811), deutscher Verleger und Schriftsteller
- Nicolai, Friedrich Bernhard Gottfried (1793–1846), deutscher Astronom
- Nicolai, Fritz (1879–1946), deutscher Wasserspringer
- Nicolai, Georg Friedrich (1874–1964), deutscher Arzt, Physiologe, Pazifist, und EmigrantGeorg Friedrich Nicolai (1874–1964)

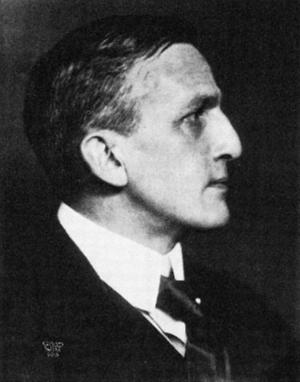
Georg Friedrich Nicolai (1874–1964)

- Nicolai, Giovanni Francesco († 1737), römisch-katholischer Geistlicher
- Nicolai, Gottlob Samuel (1725–1765), deutscher evangelischer Theologe und Philosoph
- Nicolai, Gustav (1795–1868), deutscher Schriftsteller und Komponist
- Nicolai, Harry (1936–2006), deutscher Jazzmusiker und -redakteur sowie Musikproduzent
- Nicolai, Heinrich (1605–1660), deutscher lutherischer Theologe und Philosoph
- Nicolai, Heinz (1908–2002), deutscher Germanist
- Nicolai, Helmut (1895–1955), deutscher Jurist im Dienste des NS-Regimes, MdL
- Nicolai, Hermann (1811–1881), deutscher Architekt und Hochschullehrer
- Nicolai, Hermann (* 1952), deutscher theoretischer Physiker
- Nicolai, Hermann (* 1959), deutscher Diplomat
- Nicolai, Johann Christian Wilhelm (1757–1828), deutscher Pädagoge und Naturforscher
- Nicolai, Johann Christoph (1623–1681), deutscher evangelischer Theologe
- Nicolai, Johann David (1742–1826), deutscher evangelischer Pastor, Senator in Bremen
- Nicolai, Johann Friedrich (1639–1683), deutscher evangelisch-lutherischer Pastor und Generalsuperintendent
- Nicolai, Johann Michael (1629–1685), deutscher Violonist und Komponist
- Nicolai, Jonas (1579–1646), deutscher evangelisch-lutherischer Theologe, Pastor am Lübecker Dom
- Nicolai, Jürgen (1925–2006), deutscher Ornithologe, Autor und Verhaltensforscher
- Nicolai, Karl (1839–1892), deutscher Schultheiß und Politiker
- Nicolai, Melchior (1578–1659), deutscher lutherischer Theologe, Konsistorialrat und Propst
- Nicolai, Mia (* 1996), niederländische Sängerin
- Nicolai, Norica (* 1958), rumänische Politikerin (Partidul Național Liberal), MdEP und Rechtsanwältin
- Nicolai, Olaf (* 1962), deutscher Künstler
- Nicolai, Otto (1810–1849), deutscher Komponist und DirigentOtto Nicolai (1810–1849)

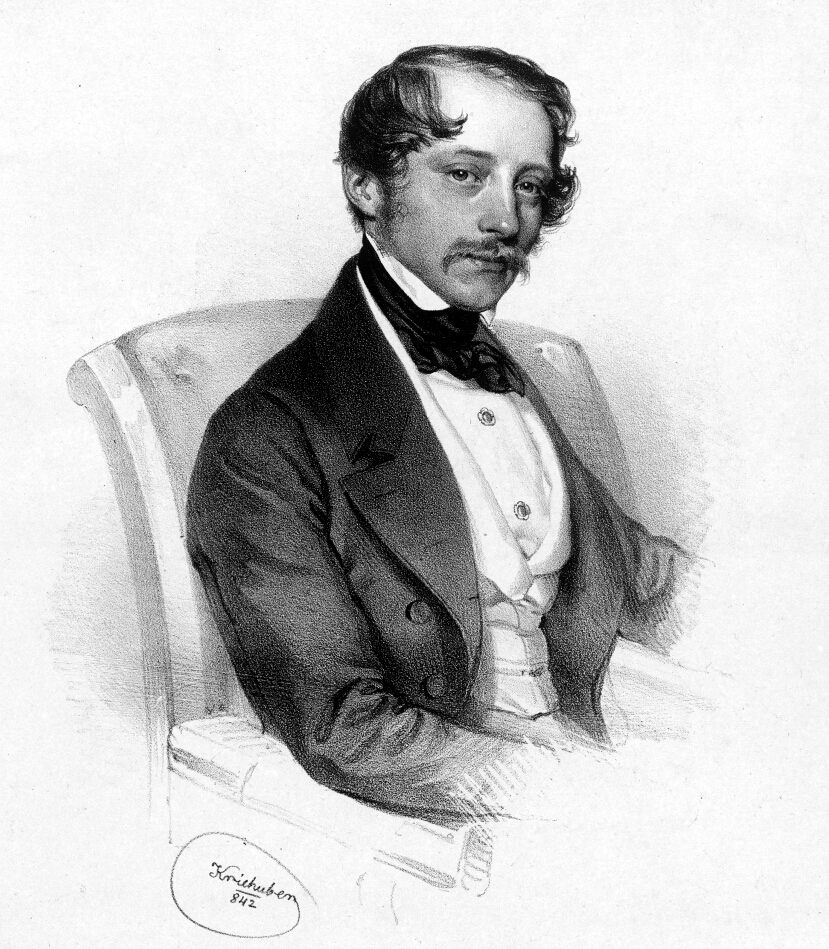
Otto Nicolai (1810–1849)

- Nicolai, Otto Nathanael (1710–1788), deutscher evangelischer Theologe
- Nicolai, Paolo (* 1988), italienischer Beachvolleyballspieler
- Nicolai, Philipp (1556–1608), deutscher lutherischer Pfarrer und Liederdichter
- Nicolaï, Robert (* 1945), französischer Linguist
- Nicolai, Rudolf (1885–1970), deutscher Lehrer und Heimatforscher
- Nicolai, Sibylle (* 1950), deutsche Schauspielerin und ModeratorinSibylle Nicolai (* 1950)

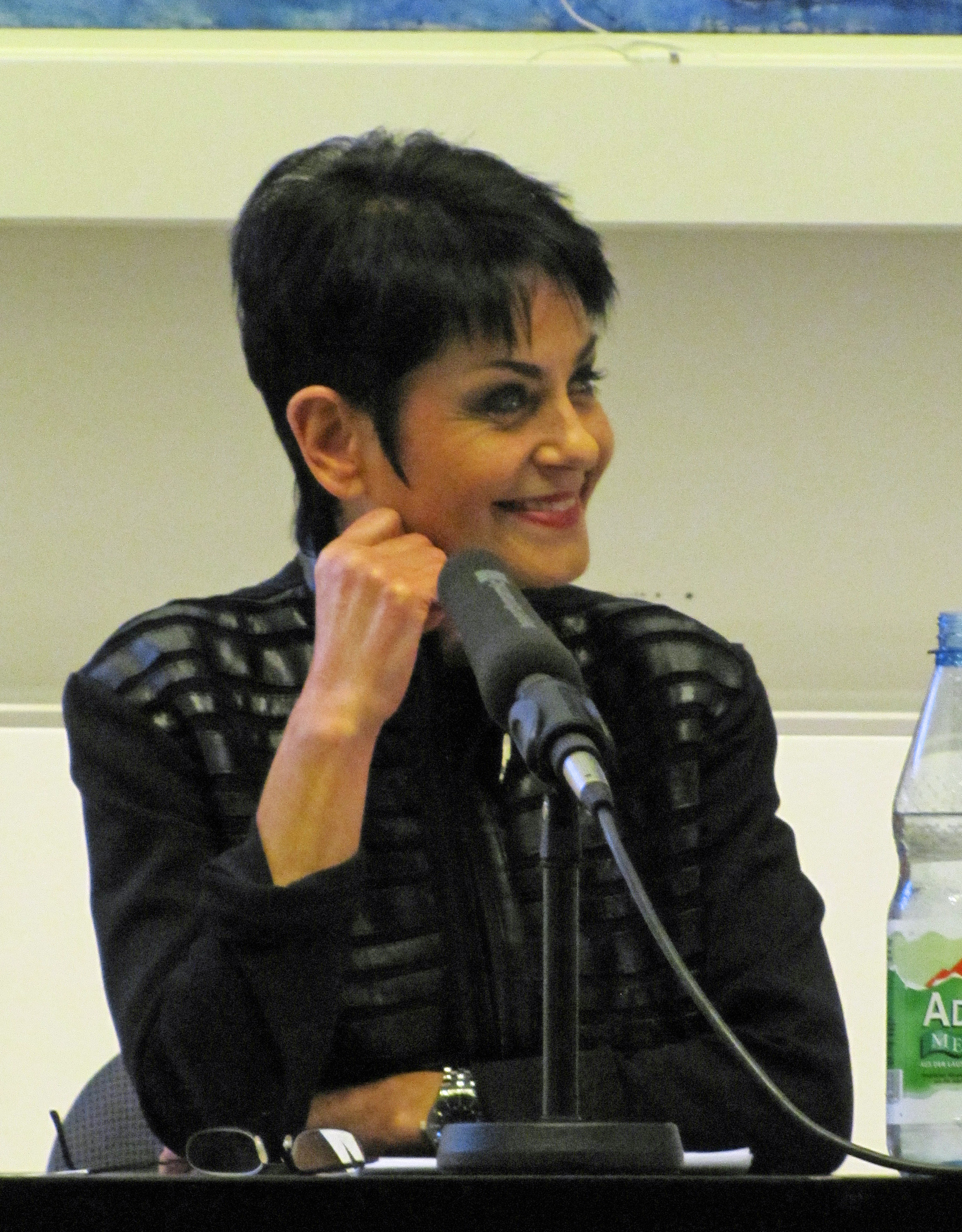
Sibylle Nicolai (* 1950)

- Nicolai, Thomas (* 1963), deutscher Comedian, Parodist und Schauspieler
- Nicolai, Ulrich (* 1949), deutscher Dirigent
- Nicolai, Walter (1873–1947), deutscher Militär, Oberst und Chef des deutschen Geheimdienstes III b während des Ersten Weltkrieges
- Nicolai, Walter (1933–2018), deutscher Altphilologe
- Nicolaides, Cristino (1925–2011), argentinischer General
- Nicolaides, Kypros (* 1953), britischer Pränatalmediziner
- Nicolaidis, Mark (* 2000), australischer Volleyball- und Beachvolleyballspieler
- Nicolaier, Arthur (1862–1942), deutscher Internist
- Nicolaisen, Carsten (1934–2017), deutscher evangelischer Theologe und Kirchenhistoriker
- Nicolaisen, Jasper (* 1979), deutscher Übersetzer und Autor von Phantastik
- Nicolaisen, Kaia Wøien (* 1990), norwegische Biathletin
- Nicolaisen, Michael (* 1995), deutscher Handballspieler
- Nicolaisen, Noemi Liv (* 2000), deutsche Filmschauspielerin
- Nicolaisen, Peter (1936–2013), deutscher Anglist, Amerikanist, Literaturwissenschaftler und Hochschullehrer
- Nicolaisen, Petra (* 1965), deutsche Politikerin (CDU), MdL (Schleswig-Holstein)
- Nicolaisen, Rasmus (* 1997), dänischer Fußballspieler
- Nicolaisen, Wilhelm (1901–1973), deutscher Agrarwissenschaftler
- Nicolaou, Elias (* 1996), zypriotischer Badmintonspieler
- Nicolaou, George (* 1995), zypriotischer Badmintonspieler
- Nicolaou, Kyriacos Costa (* 1946), US-amerikanischer Chemiker zypriotischer Herkunft
- Nicolaou, Ted, US-amerikanischer Filmeditor, Filmregisseur und Drehbuchautor
- Nicolaou, Thomas (1937–2008), griechisch-deutscher Schriftsteller und Übersetzer
- Nicolares, Julio César (1903–1977), uruguayischer Boxer
- Nicolari, Adrián (* 2006), uruguayischer Sprinter
- Nicolartius, Petrus (* 1587), Generalvikar im Bistum Münster, Weihbischof im Bistum Hildesheim
- Nicolas de Besse (1322–1369), französischer Kardinal
- Nicolas de Saint-Saturnin († 1382), französischer Geistlicher
- Nicolas Henri de Bourbon, duc d’Orléans (1607–1611), Sohn Heinrich IV. und der Maria de’ Medici
- Nicolas Julian (* 1997), deutscher DJ und Produzent
- Nicolas l’Aleman († 1277), Herr von Caesarea
- Nicolas Lorgne († 1284), Großmeister des Johanniterordens
- Nicolas Roger de Beaufort (1340–1415), französischer Adliger, Herr von Herment
- Nicolas Rogier († 1347), französischer Prälat und Erzbischof von Rouen
- Nicolas von Schweden (* 2015), schwedischer Prinz, Herzog von Ångermanland
- Nicolas von Wiehe, Johannes († 1557), deutscher Leibarzt und Apotheker
- Nicolás, Adolfo (1936–2020), spanischer Ordensgeistlicher, Generaloberer der Gesellschaft Jesu (Jesuiten)Adolfo Nicolás (1936–2020)

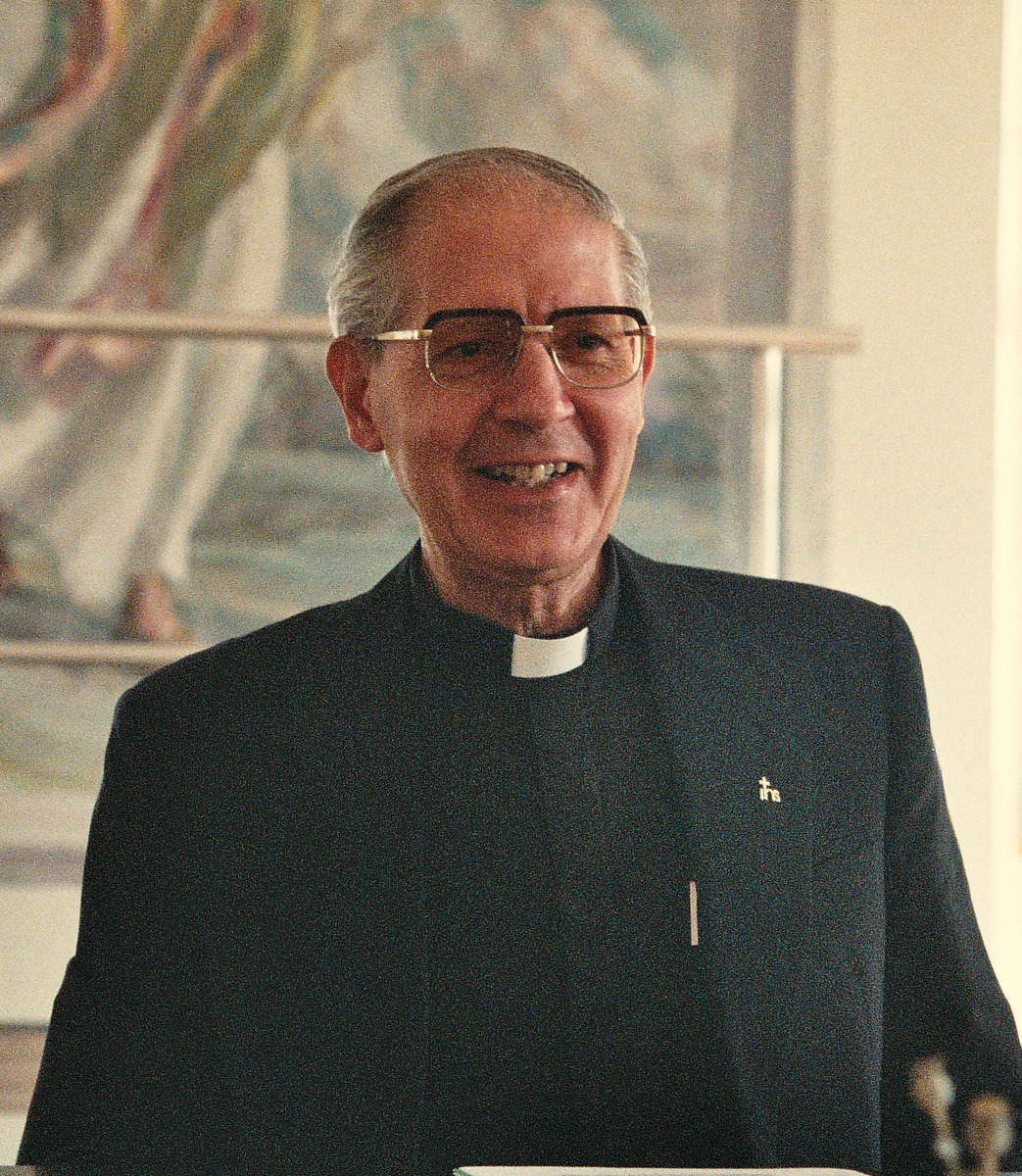
Adolfo Nicolás (1936–2020)

- Nicolas, Adolphe (1936–2020), französischer Geologe und Geophysiker
- Nicolas, Alexis (* 1983), englisch-zyprischer Fußballspieler
- Nicolas, Alrich (* 1956), haitianischer Diplomat, Politiker, Soziologe, Völkerkundler und Volkswirt
- Nicolas, Auguste (1807–1888), französischer Autor religiöser Schriften
- Nicolas, Benoît (* 1977), französischer Duathlet
- Nicolas, Clovis (* 1973), französischer Jazz-Kontrabassist
- Nicolas, Emilie (* 1987), norwegische Sängerin und Songwriterin
- Nicolas, Jean (1913–1978), französischer Fußballspieler
- Nicolas, Jean-Hervé (1910–2001), französischer Dominikaner, Professor der Dogmatik
- Nicolas, Jean-Louis, französischer Mathematiker
- Nicolas, Jean-Pierre (* 1945), französischer Autorennfahrer
- Nicolas, Louis (1634–1682), französischer Jesuit in Kanada
- Nicolas, Marcel (1901–1983), deutscher Statistiker und Hochschullehrer
- Nicolas, Marguerite (1916–2001), französische Hochspringerin
- Nicolas, Mickey (1926–2018), französischer Jazzmusiker (Saxophon)
- Nicolas, Moritz (* 1997), deutscher Fußballtorwart
- Nicolas, Paul (1875–1952), französischer Glasdesigner, Glasmacher und Maler
- Nicolas, Paul (1899–1959), französischer Fußballspieler
- Nicolas, Richard (1898–1955), deutscher Drehbuchautor
- Nicolas, Robert (1920–1944), belgischer römisch-katholischer Geistlicher und Märtyrer
- Nicolas, Sandro (* 1996), deutscher Sänger
- Nicolas, Valérie (* 1975), französische Handballspielerin und -trainerin
- Nicolas, Waltraut (1897–1962), deutsche Schriftstellerin
- Nicolas-Troyan, Cedric (* 1969), französischer Filmregisseur und Spezialist für visuelle Effekte
- Nicolaßen, Joachim Hinrich († 1775), deutscher Baumeister
- Nicolassen, John (1867–1933), deutscher evangelisch-lutherischer Theologe
- Nicolau d’Olwer, Luis (1888–1961), spanischer Literaturhistoriker, Hochschullehrer und Politiker, Abgeordneter und Minister
- Nicolau i Adrover, Antoni (* 1962), spanischer Segler
- Nicolau i Parera, Antoni (1858–1933), katalanischer Dirigent und Komponist
- Nicolau, Christian (* 1947), französischer Leichtathlet
- Nicolau, Cristina (1977–2017), rumänische Weitspringerin
- Nicolau, Ion, rumänischer Basketballtrainer
- Nicolau, José (1908–1934), spanischer Radrennfahrer
- Nicolau, José Maria (1908–1969), portugiesischer Radrennfahrer
- Nicolau, Mateo (1920–2005), argentinischer Fußballspieler
- Nicolau, Rogério Campos (* 1988), brasilianischer Fußballspieler
- Nicolaus (Propst), Fünfter Klosterpropst zu Uetersen
- Nicolaus Cracoviensis, polnischer Komponist
- Nicolaus de Aquis, Domherr in Münster
- Nicolaus de Tudeschis (1386–1445), italienischer Kanonist und Erzbischof von Palermo
- Nicolaus II. von Carlowitz († 1555), Bischof von Meißen
- Nicolaus Pistoris (1411–1471), deutscher Mediziner, Leibarzt, Bürgermeister von Leipzig
- Nicolaus Theodorici de Amsterdam, scholastischer Philosoph
- Nicolaus von Autrecourt († 1369), französischer Philosoph
- Nicolaus von Renys († 1411), preußischer Ritter
- Nicolaus, Egon Karl (1928–1988), deutscher Maler
- Nicolaus, Fynn-Luca (* 2003), deutscher Handballspieler
- Nicolaus, Kerstin (* 1961), deutsche Politikerin (CDU), MdL
- Nicolaus, Knut (1940–2024), deutscher Restaurator und Hochschullehrer
- Nicolaus, Martin (1870–1945), deutscher Kunstmaler
- Nicolaus, Paul (1904–1945), deutscher Maler und Grafiker
- Nicolaus, Roland (* 1954), deutscher Maler und Grafiker
- Nicolay, Alexander von (1821–1899), russischer Staatsbeamter und Politiker
- Nicolay, Benedikt (* 1991), deutscher Basketballspieler
- Nicolay, Carlfritz (1922–1997), deutscher Maler und Grafiker
- Nicolay, Christian (* 1976), deutscher Leichtathlet
- Nicolay, Curdin (* 1981), Schweizer Sänger und Komponist
- Nicolay, Edouard (1901–1945), belgischer römisch-katholischer Geistlicher und Märtyrer
- Nicolay, Helen (1866–1954), US-amerikanische Autorin und Malerin
- Nicolay, Jean (1937–2014), belgischer Fußballspieler
- Nicolay, John George (1832–1901), Privatsekretär und Biograph von Abraham Lincoln
- Nicolay, Ludwig Heinrich von (1737–1820), deutscher Dichter
- Nicolay, Nicolás (* 1979), argentinischer Fußballspieler
- Nicolay, Nicolas de (1517–1583), französischer Geograph und Reiseschriftsteller
- Nicolay, Paul von (1777–1866), russischer Botschafter
- Nicolay, Pauline de (1811–1868), Ordensfrau der katholischen Kirche
- Nicolaysen, Christel (* 1969), deutsche Politikerin (FDP), MdHB
- Nicolaysen, Gert (1931–2016), deutscher Rechtswissenschaftler und Hochschullehrer
- Nicolaysen, Hans Jørgen (1829–1907), norwegischer Stillleben-, Genre- und Porträtmaler, Kunstlehrer und Fotograf
- Nicolaysen, Marlise (1909–1991), deutsche Politikerin (FDP), MdHB
- Nicolaysen, Nicolay (1817–1911), norwegischer Archäologe und Jurist
- Nicolaysen, Rainer (* 1961), deutscher Historiker

##### Nicole
- Nicole, Gräfin von Penthièvre
- Nicole (1608–1657), Herzogin von Lothringen und Bar
- Nicole (* 1964), deutsche SchlagersängerinNicole (* 1964)

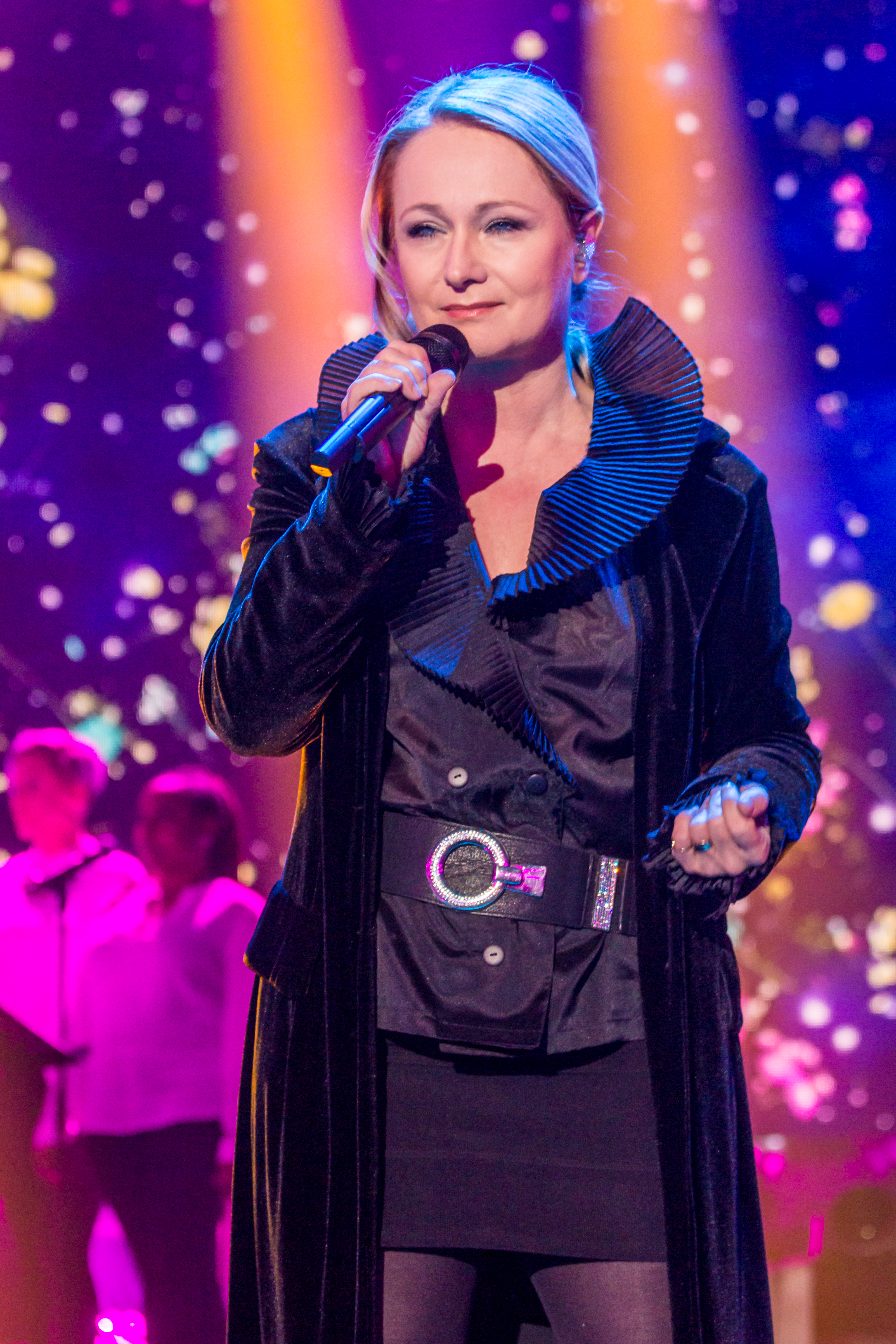
Nicole (* 1964)

- Nicole (* 1977), chilenische Sängerin
- Nicole, Adrianna (* 1977), US-amerikanische Pornodarstellerin
- Nicolè, Bruno (1940–2019), italienischer Fußballspieler
- Nicole, Claire (* 1941), Schweizer Bildende Künstlerin
- Nicole, Fred (* 1970), Schweizer Kletterer
- Nicole, Gaston (* 1935), Schweizer Journalist
- Nicole, Jasika (* 1980), US-amerikanische Schauspielerin
- Nicole, Jayde (* 1986), kanadisches Model, Schauspielerin und Playmate
- Nicole, Jules (1842–1921), Schweizer Gräzist und Papyrologe
- Nicole, Keira (* 1996), US-amerikanische Pornodarstellerin
- Nicole, Léon (1887–1965), Schweizer Politiker
- Nicole, Megan (* 1993), US-amerikanische Singer-Songwriterin, Schauspielerin, Model und Youtuberin
- Nicole, Myriam (* 1990), französische Mountainbikerin
- Nicole, Nadine (* 1983), US-amerikanische Schauspielerin
- Nicole, Nicki (* 2000), argentinische Rapperin und SängerinNicki Nicole (* 2000)

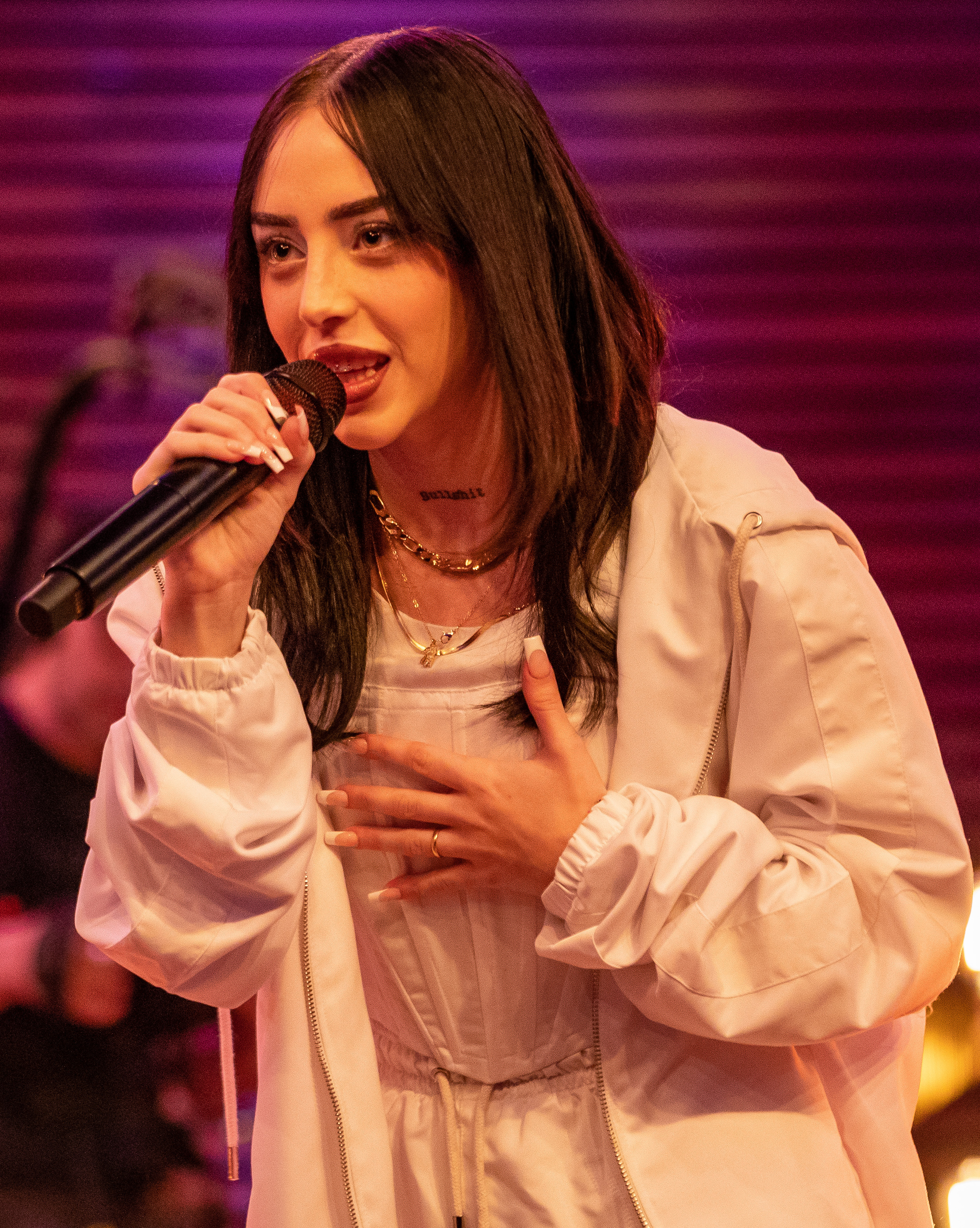
Nicki Nicole (* 2000)

- Nicole, Pierre (1625–1695), französischer Theologe und Logiker
- Nicole, Pierre (1909–1987), Schweizer Journalist und Politiker
- Nicole, Remi (* 1983), britische Popsängerin und Songwriterin
- Nicoleitzik, Claudia (* 1989), deutsche Leichtathletin
- Nicoleitzik, Nicole (* 1995), deutsche Leichtathletin
- Nicolelis, Miguel (* 1961), brasilianischer Arzt, Neurowissenschaftler und Hochschullehrer
- Nicolella, John (1945–1998), US-amerikanischer Filmregisseur und -produzent
- Nicolesco, Mariana (1948–2022), rumänische Opernsängerin (Sopran)
- Nicolescu, Alexandru (1852–1941), rumänischer Priester, Erzbischof von Făgăraș und Alba Iulia, Bischof von Lugoj
- Nicolescu, Antonius (* 1946), rumänischer Opernsänger (Tenor)
- Nicolescu, Ion (1943–2012), rumänischer Schriftsteller
- Nicolescu, Miron (1903–1975), rumänischer Mathematiker
- Nicolet, Aurèle (1926–2016), Schweizer Flötist
- Nicolet, Danielle (* 1973), US-amerikanische Schauspielerin
- Nicolet, Gabriel (1856–1921), französischer Porträt-, Genre- und Landschaftsmaler sowie Zeichner und Illustrator
- Nicolet, Hercule (1801–1872), Schweizer Entomologe, Illustrator und Arachnologe
- Nicolet, Jacques (* 1956), französischer Geschäftsmann und Automobilrennfahrer
- Nicolet, Jacques (* 1965), Schweizer Politiker (SVP)
- Nicolet, Jean († 1642), französischer Entdecker
- Nicolet, Marcel (1912–1996), belgischer Geo- und Astrophysiker
- Nicolet, Philippe (* 1953), Schweizer Journalist und Regisseur für Dokumentar- und Fiktionsfilme
- Nicoletta (* 1944), französische Sängerin
- Nicolette (* 1964), britische Singer-Songwriterin und DJ im Bereich Electronica
- Nicoletti, Charles (1916–1977), US-amerikanischer Auftragsmörder
- Nicoletti, Manfredi (1930–2017), italienischer Architekt
- Nicoletti, Manuel (* 1998), italienischer Fußballspieler
- Nicoletti, Michele (* 1956), italienischer Politiker (Partito Democratico) und Wissenschaftler
- Nicoletti, Otair (* 1962), brasilianischer römisch-katholischer Geistlicher und Bischof von Coxim
- Nicoletti, Susi (1918–2005), deutsch-österreichische KammerschauspielerinSusi Nicoletti (1918–2005)

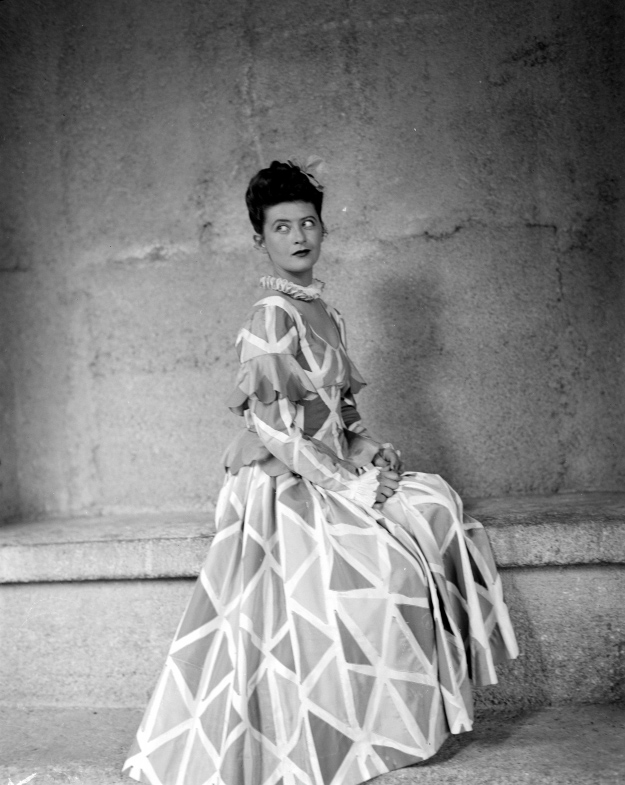
Susi Nicoletti (1918–2005)

- Nicoletto, Lucio (* 1972), italienischer römisch-katholischer Geistlicher, Prälat von São Félix

##### Nicoli
- Nicoli, Carlo (1843–1915), italienischer Bildhauer
- Nicolin, Friedhelm (1926–2007), deutscher Pädagoge und Hochschullehrer
- Nicolin, Pierluigi (1941–2025), italienischer Architekt, Intellektueller, Autor, Kritiker und Hochschullehrer
- Nicolin, Yves (* 1963), französischer Politiker, Mitglied der Nationalversammlung
- Nicolini da Sabbio, Giovanni Antonio, italienischer Drucker
- Nicolini da Sabbio, Pietro, italienischer Drucker
- Nicolini da Sabbio, Stefano, italienischer Drucker
- Nicolini, Aldo (* 1964), italienischer Zauberkünstler
- Nicolini, Diego (* 1969), italienischer Politiker
- Nicolini, Filippo, deutscher Theaterunternehmer italienischer Herkunft
- Nicolini, Giuliano (1913–1945), italienischer Vinologe und Offizier
- Nicolini, Giulio (1926–2001), italienischer Geistlicher, römisch-katholischer Bischof von Cremona
- Nicolini, Giuseppe (1762–1842), italienischer Komponist
- Nicolini, Giuseppe Placido (1877–1973), Bischof und Abt der Römisch-katholischen Kirche
- Nicolini, Giuseppina Maria (* 1961), italienische Bürgermeisterin
- Nicolini, Ignacio (* 1988), uruguayischer Fußballspieler
- Nicolini, Marco (* 1970), san-marinesischer Politiker, Staatsoberhaupt von San Marino
- Nicolis, Grégoire (1939–2018), griechisch-belgischer Physiker
- Nicoliță, Bănel (* 1985), rumänischer Fußballspieler

##### Nicoll
- Nicoll, Allardyce (1894–1976), englischer Literatur- und Theaterwissenschaftler
- Nicoll, Henry (1812–1879), US-amerikanischer Jurist und Politiker
- Nicoll, James Craig (1847–1918), US-amerikanischer Maler
- Nicoll, Marion (1909–1985), kanadische Malerin und Hochschullehrerin
- Nicoll, Mercedes (* 1983), kanadische Snowboarderin
- Nicoll, Michael John (1880–1925), britischer Ornithologe und Direktor des Egyptian Zoological Service
- Nicoll, Norbert (* 1981), belgischer Politik- und Wirtschaftswissenschaftler
- Nicoll, Roger A. (* 1941), US-amerikanischer Neurowissenschaftler
- Nicolle, Charles (1866–1936), französischer Arzt und Mikrobiologe
- Nicolle, David (* 1944), britischer Historiker und Autor
- Nicolle, Jason (* 1965), englischer Squashspieler
- Nicollet, Joseph Nicolas (1786–1843), französischer Mathematiker und Geograph
- Nicollier, Claude (* 1944), Schweizer Militär-, Linien- sowie NASA-Testpilot und AstronautClaude Nicollier (* 1944)

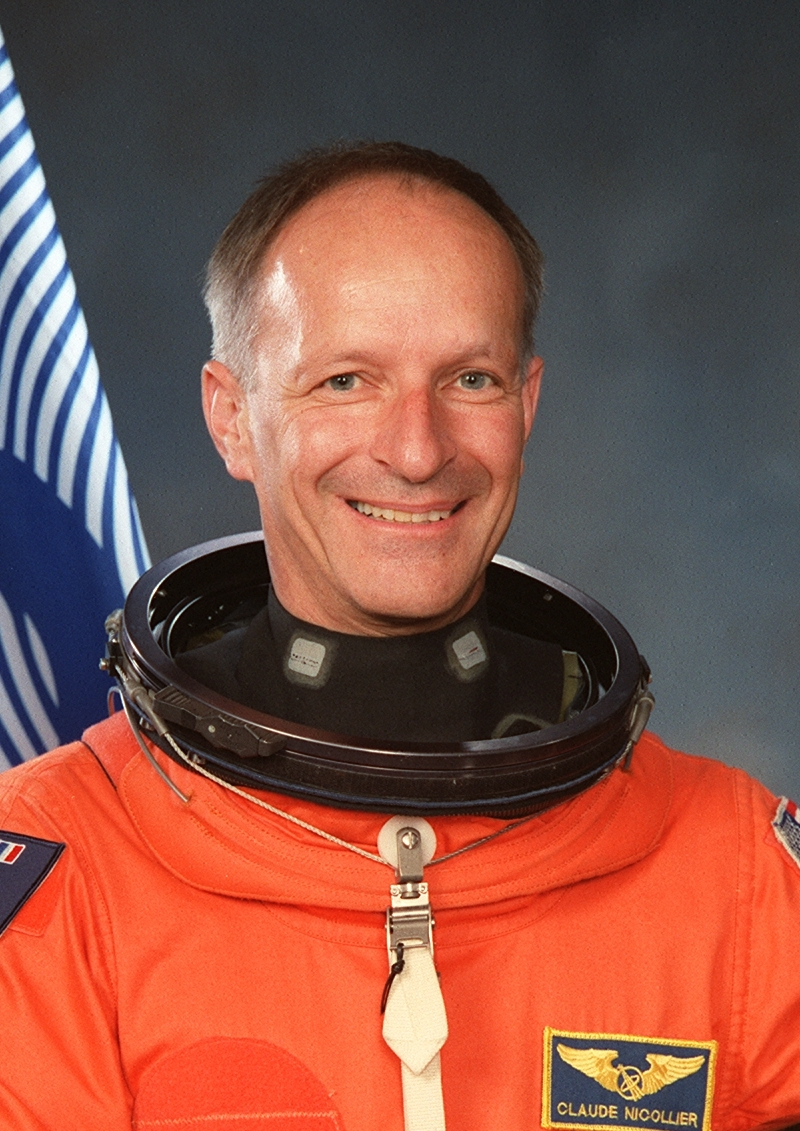
Claude Nicollier (* 1944)

- Nicollier, Jean-Michel (1966–1991), französischer Freiwilliger und kroatischer Soldat
- Nicolls, George (1884–1942), irischer Politiker (Sinn Féin, Cumann na nGaedheal)
- Nicolls, Jasper (1778–1849), britischer General und Oberbefehlshaber in Indien
- Nicolls, Richard (1624–1672), Gouverneur der englischen Kolonie New York

##### Nicolo
- Nicolò di Pietro, venezianischer Maler der Spätgotik
- Nicolodi, Daria (1950–2020), italienische Filmschauspielerin und Drehbuchautorin
- Nicolodi, Silvio (1921–1989), italienischer Politiker
- Nicolosi, Giovan Battista (1610–1670), italienischer Geograph und Kartograph
- Nicolosi, Joseph (1947–2017), US-amerikanischer Psychologe und Autor
- Nicolosi, Manuela (* 1980), französische Fußballschiedsrichterassistentin
- Nicolosi, Roberto (1914–1989), italienischer Jazzmusiker (Kontrabass, Komposition)
- Nicolosi, Salvatore (1922–2014), italienischer Geistlicher, römisch-katholischer Bischof von Noto
- Nicoloso, Isabelle (* 1961), französische Radrennfahrerin
- Nicolot, Maurice (1935–1975), französischer Romanist
- Nicolovius, Alfred (1806–1890), deutscher Jurist, Hochschullehrer und AutorAlfred Nicolovius (1806–1890)

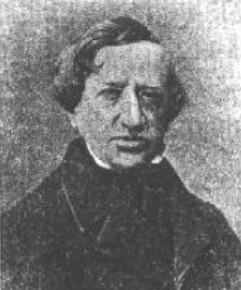
Alfred Nicolovius (1806–1890)

- Nicolovius, Friedrich (1768–1836), deutscher Verleger
- Nicolovius, Georg Heinrich Ludwig (1767–1839), deutscher Verwaltungsjurist und Ministerialbeamter in Preußen
- Nicolovius, Matthias Balthasar (1717–1778), deutscher Verwaltungsjurist, Hofrat und Obersekretär der Kriegs- und Domänenkammer in Preußen
- Nicolovius, Theodor (1768–1831), preußischer Philosoph und Regierungspräsident von Danzig (1819–1825)

##### Nicols
- Nicols, Maggie (* 1948), schottische Sängerin (Jazz, Neue Musik) und Tänzerin
- Nicols, Rosemary (* 1941), britische Schauspielerin
- Nicolson, Adela Florence (1865–1904), britische Dichterin
- Nicolson, Arthur, 1. Baron Carnock (1849–1928), britischer Diplomat und Politiker
- Nicolson, Benedict (1914–1978), englischer Kunsthistoriker und Redakteur der Zeitschrift „Burlington Magazine“
- Nicolson, Harold (1886–1968), britischer Diplomat, Autor und Politiker, Mitglied des House of CommonsHarold Nicolson (1886–1968)

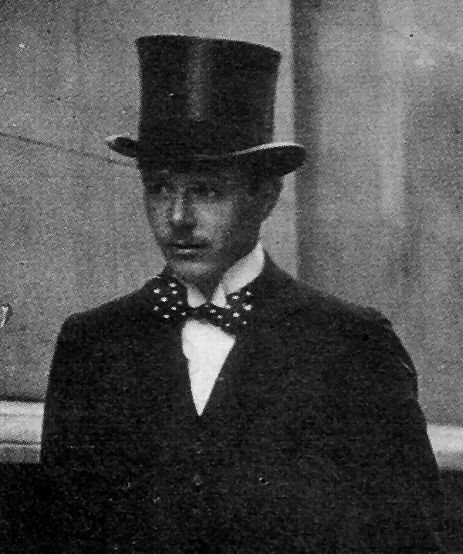
Harold Nicolson (1886–1968)

- Nicolson, John (* 1961), schottischer Politiker, Moderator und Reporter
- Nicolson, Juliet (* 1954), britische Autorin
- Nicolson, Karen (1958–2021), britische Leichtathletin
- Nicolson, Marjorie (1894–1981), US-amerikanische Literatur- und Wissenschaftshistorikerin
- Nicolson, Nigel (1917–2004), britischer Autor, Verleger und Politiker, Mitglied des House of Commons
- Nicolson, Phyllis (1917–1968), englische Mathematikerin
- Nicolson, Steve (* 1966), britischer Schauspieler
- Nicolson, Tom (1879–1951), britischer Leichtathlet

##### Nicolu
- Nicolussi, Hans (* 2000), italienischer Fußballspieler
- Nicolussi, Maria (1882–1961), Lehrerin und Bildungspionierin in Südtirol
- Nicolussi-Leck, Hermann (1913–1999), italienischer Politiker (Südtiroler Volkspartei)
- Nicolussi-Leck, Karl (1917–2008), italienisch-deutscher SS-Offizier (Südtirol)

#### Nicom
- Nicomachus Dexter, Appius, spätantiker römischer Senator und Beamter
- Nicomachus Flavianus der Jüngere, spätantiker römischer Senator und hoher Beamter
- Nicomachus Flavianus, Virius († 394), spätantiker römischer Schriftsteller und Politiker

#### Nicon
- Nicone, deutscher Rapper
- Niconé (* 1976), deutscher House-DJ, Remixer und MusikproduzentNiconé (* 1976)

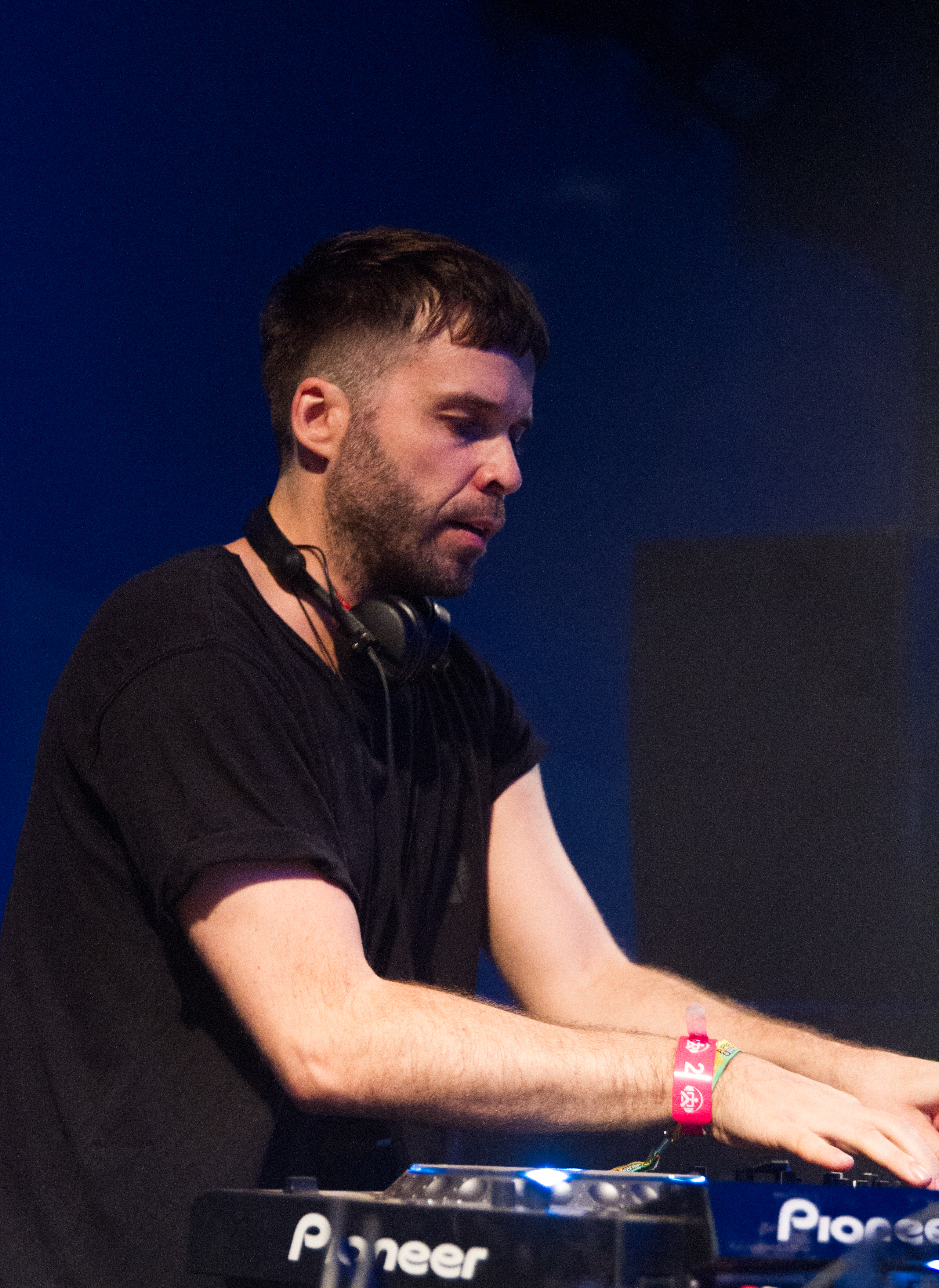
Niconé (* 1976)

#### Nicop
- Nicopoulos, Christos (* 1955), deutsch-griechischer Theaterregisseur und Autor

#### Nicor
- Nicora, Attilio (1937–2017), italienischer Geistlicher, Kirchenrechtler, Kardinal der römisch-katholischen Kirche
- Nicora, Luigi (1829–1890), italienischer Geistlicher, Theologe, Journalist und Bischof von Como
- Nicorescu, Laura (* 1983), rumänische Opernsängerin (Sopran)

#### Nicos
- Nicosia, Francis R. (1944–2023), US-amerikanischer Historiker
- Nicosia, Gianmarco (* 1998), italienischer Wasserballspieler
- Nicosia, Nic (* 1951), US-amerikanischer Fotograf und Videokünstler

#### Nicot
- Nicot, Jean (1530–1604), französischer Diplomat und Lexikograph
- Nicot, Jean-Louis (1911–2004), französischer Luftwaffengeneral
- Nicot, Louis-Henri (1878–1944), französischer Bildhauer
- Nicot, Rainer (* 1954), deutscher Fußballspieler
- Nicotera, Nick (* 1981), US-amerikanischer Schauspieler und Rapper
- Nicotera, Niko, US-amerikanischer Schauspieler
- Nicotera, Pierluigi (* 1956), italienischer Biomediziner und Gründungsdirektor am Deutschen Zentrum für Neurodegenerative Erkrankungen
- Nicotero, Gregory (* 1963), US-amerikanischer Maskenbildner, Regisseur, Filmproduzent, Drehbuchautor, Schauspieler, Filmtechniker
- Nicotra, Giancarlo (1944–2013), italienischer Kinderdarsteller, Regisseur und Synchronsprecher
- Nicotra, Sebastiano (1855–1929), italienischer Geistlicher, römisch-katholischer Erzbischof und Diplomat des Heiligen Stuhls
- Nicotti, Roberto (1966–1995), italienischer Radrennfahrer

#### Nicou
- Nicoud, Jean-Daniel (* 1938), Schweizer Physiker und Informatiker
- Nicouleau, Claude (* 1961), französischer Eisschnellläufer und Shorttracker

### Nicr
- Nicrinus, antiker römischer Toreut

### Nicu
- Nicu, Epaminonda (* 1979), rumänischer Fußballspieler
- Nicu, Maximilian (* 1982), deutsch-rumänischer FußballspielerMaximilian Nicu (* 1982)

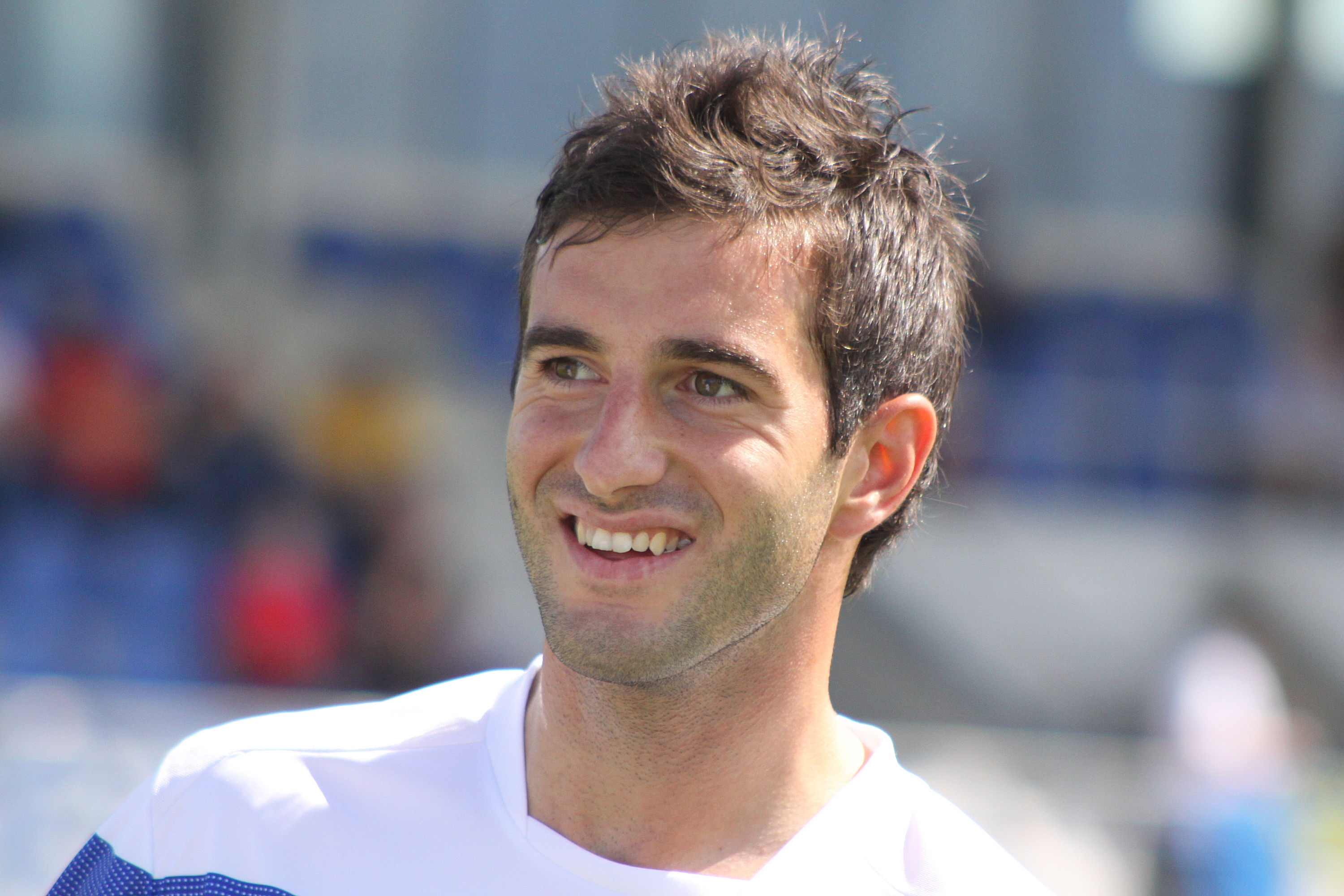
Maximilian Nicu (* 1982)

- Nicuesa, Diego de (1464–1511), spanischer Entdecker, Gouverneur und Konquistador
- Niculae, Constantin (* 1955), rumänischer Judoka
- Niculae, Daniel (* 1982), rumänischer Fußballspieler
- Niculae, Marius (* 1981), rumänischer Fußballspieler
- Niculescu, Angelo (1921–2015), rumänischer Fußballspieler und -trainer
- Niculescu, Claudiu (* 1976), rumänischer Fußballspieler und -trainer
- Niculescu, Florin (* 1967), rumänischer Jazzmusiker
- Niculescu, Gabriela (* 1986), rumänische Tennisspielerin
- Niculescu, Marin (1923–2014), rumänischer Radrennfahrer
- Niculescu, Monica (* 1987), rumänische Tennisspielerin
- Niculescu, Ovidiu (* 1974), rumänischer Schauspieler
- Niculescu, Radu (* 1975), rumänischer Fußballspieler
- Niculescu, Rareș-Lucian (* 1976), rumänischer Politiker (Partidul Democrat-Liberal), MdEP
- Niculescu, Ștefan (1927–2008), rumänischer Komponist
- Niculescu, Valeriu (1914–1986), rumänischer Fußballspieler
- Niculescu-Mizil, Paul (1923–2008), rumänischer Politiker
- Niculi, Ion (1887–1979), rumänischer Politiker (PMR, PCR)

### Nicz
- Niczky, Eduard (1850–1919), deutscher Genre- und Porträtmaler
- Niczky, Joe (1918–1986), deutscher Fotograf
- Niczky, Rolf (1881–1950), deutscher Maler, Grafiker und Illustrator